# Scavi archeologici di Ercolano
Gli scavi archeologici di Ercolano hanno restituito i resti dell'antica città di Ercolano, seppellita sotto una coltre di ceneri, lapilli e fango durante l'eruzione del Vesuvio del 79, insieme a Pompei, Stabia e Oplonti.
Dopo un primo ritrovamento casuale a seguito degli scavi per la realizzazione di un pozzo nel 1709, le indagini archeologiche cominciarono nel 1738 per protrarsi fino al 1780; ripresero nel 1828, si interruppero nuovamente nel 1875, fino a uno scavo sistematico promosso da Amedeo Maiuri a partire dal 1927: la maggior parte dei reperti rinvenuti sono ospitati al Museo archeologico nazionale di Napoli, mentre è del 2008 la nascita del Museo archeologico virtuale che mostra la città prima dell'eruzione del Vesuvio.
Il sito di Ercolano, gestito dal Parco Archeologico di Ercolano, nel 1997, insieme alle rovine di Pompei e Oplonti, è entrato a far parte della lista dei patrimoni dell'umanità dell'UNESCO.
Nel 2023 gli scavi hanno fatto registrare 563 165 visitatori.

## Storia

### Ercolano antica

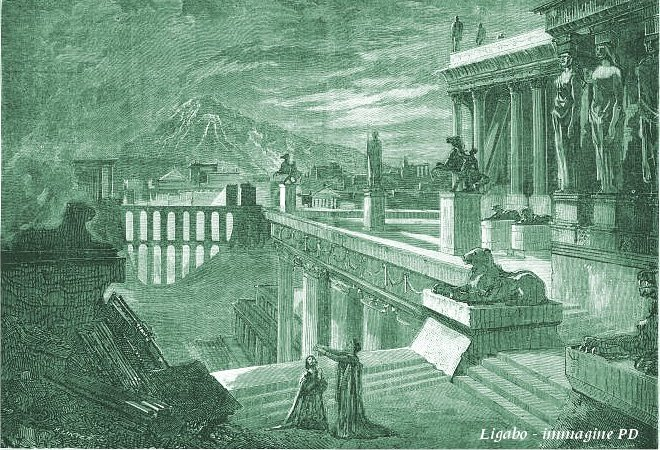
Ricostruzione immaginaria di Ercolano

Ercolano, secondo la leggenda narrata da Dionigi di Alicarnasso, venne fondata da Ercole nel 1243 a.C.: con tutta probabilità, invece, fu fondata o dagli Osci nel XII secolo a.C., come scritto da Strabone, o dagli Etruschi tra il X e l'VIII secolo a.C. Venne conquistata dai Greci nel 479 a.C. e successivamente passò sotto l'influenza dei Sanniti, prima di essere conquistata dai Romani nell'89 a.C., a seguito della guerra sociale, diventando un municipio. La città divenne quindi un luogo residenziale per l'aristocrazia romana e visse il suo periodo di massimo splendore con il tribuno Marco Nonio Balbo, il quale l'abbellì e fece costruire nuovi edifici. In seguito fu colpita dal terremoto di Pompei del 62 e poi completamente sepolta sotto una coltre di fango e materiali piroclastici, alta dai dieci ai venticinque metri, a seguito dell'eruzione del Vesuvio del 79: tale strato, col passare degli anni, si solidificò, formando un piano di roccia chiamato pappamonte, simile al tufo ma più tenero, che protesse i resti della città.

### Le esplorazioni nel XVIII secolo

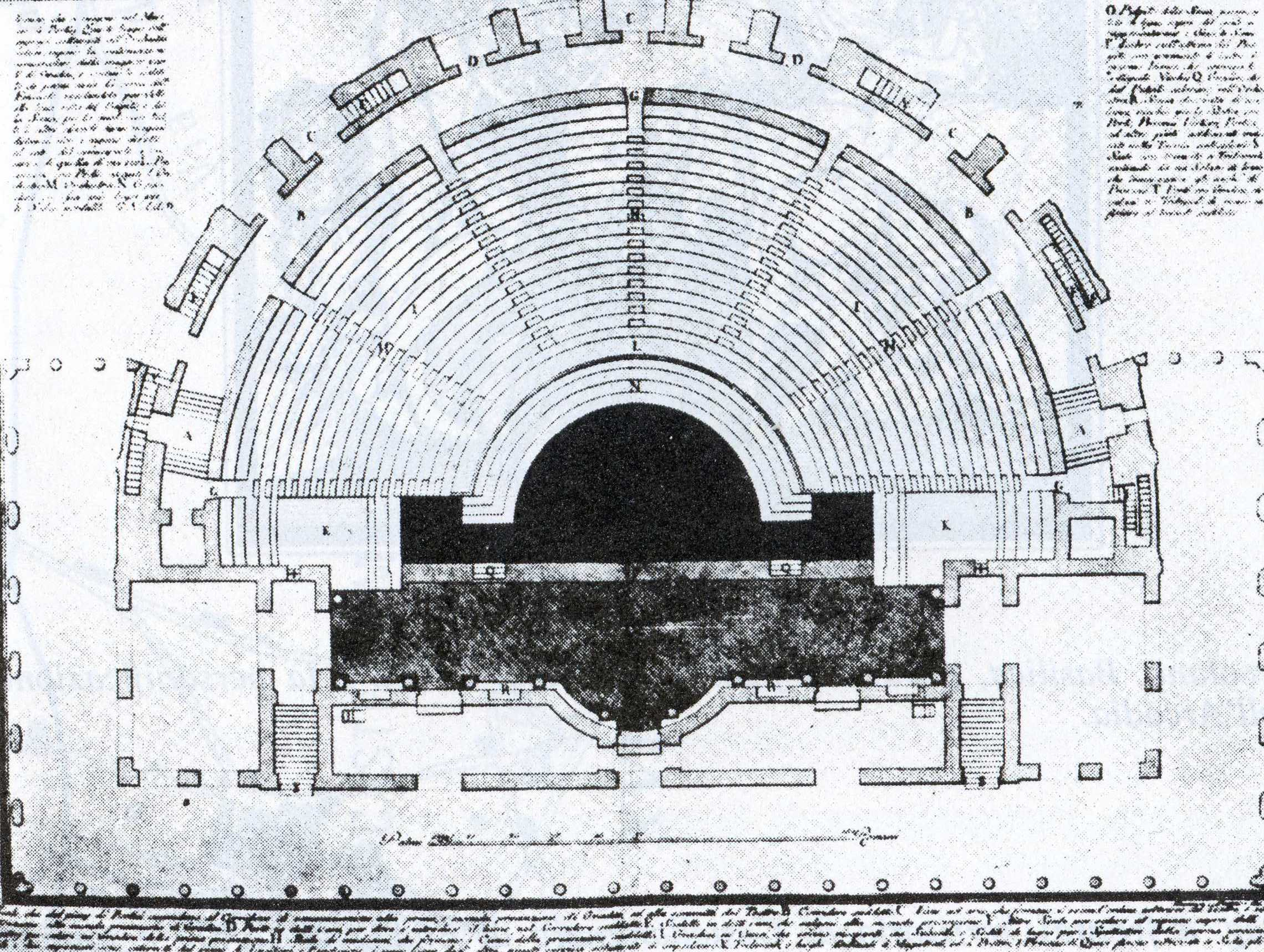
Mappa del teatro: primo edificio ritrovato di Ercolano

Col passare dei secoli il ricordo dell'antica Ercolano andò sempre più affievolendosi, fino a svanire quasi del tutto; il suo ritrovamento avvenne per caso: nel 1709, un contadino di nome Ambrogio Nocerino, detto Enzechetta, durante lo scavo di ampliamento di un pozzo per l'irrigazione del suo orto, nei pressi della chiesa di San Giacomo e del bosco dei frati alcantarini, si imbatté in alcuni pezzi di marmo pregiato. Un artigiano al servizio del principe Emanuele Maurizio d'Elboeuf, passando in quei luoghi per caso lì notò, e ne acquistò alcuni per realizzare delle cappelle in diverse chiese di Napoli: il nobile, venuto a conoscenza dei ritrovamenti, acquistò il pozzo, e per nove mesi, fino al 1711, condusse una prima sommaria esplorazione tramite una serie di cunicoli sotterranei; i reperti furono collocati nella vicina villa d'Elboeuf. Come si verificò successivamente, lo scavo del pozzo aveva intersecato la scena del teatro di Ercolano, erroneamente identificato all'inizio come il tempio d'Ercole; comunque si intuì ben presto che le rovine appartenevano all'antica città scomparsa nell'eruzione del Vesuvio del 79. Gli scavi vennero poi interrotti per volere della magistratura che temeva possibili danni alle abitazioni soprastanti: durante la prima esplorazione, che aveva riguardato la scena, il palcoscenico e un lato dei tribunalia del teatro, furono rinvenuti colonne in marmo africano, in alabastro e in giallo antico, un architrave inneggiante a un console del 38 a.C., Claudius Pulcher, dolia in terracotta e nove statue, otto di donna e una di un uomo nudo, in posizione eroica, alcune ancora in piedi all'interno delle loro nicchie; alcune di queste, dopo aver adornato il palazzo del Belvedere di Vienna, successivamente esposte alla Skulpturensammlung nell'Albertinum di Dresda, mentre le altre furono sistemate all'interno della reggia di Portici.

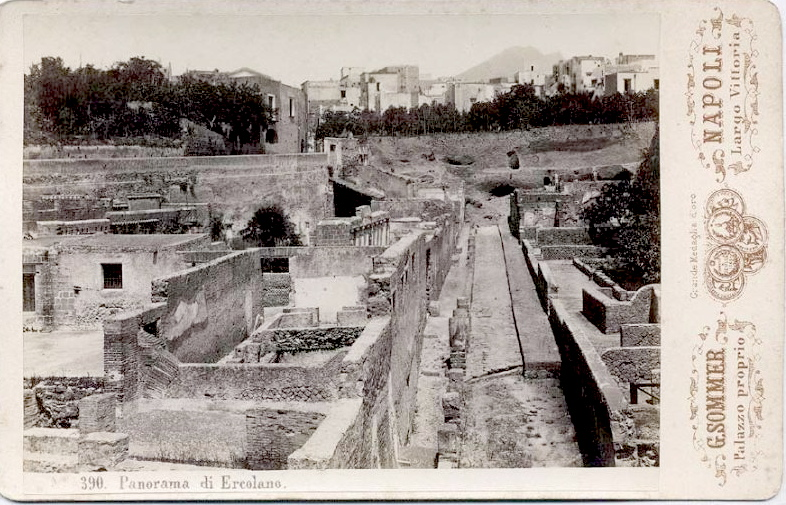
Gli scavi tra la fine del XIX e l'inizio del XX secolo

Nel 1738, durante la costruzione della reggia di Portici, voluta da Carlo di Borbone, un funzionario di questi, Roque Joaquín de Alcubierre, incaricato di tracciare una mappa della zona, venne a conoscenza dei ritrovamenti di un quarantennio prima: ottenuto il permesso dal re, insieme a pochi operai iniziò una nuova esplorazione, e anche in questo caso furono rinvenuti statue, pezzi di marmo e frammenti di iscrizioni e cornici; un erudito dell'epoca, Marcello Venuti, che lavorava alla corte nell'ambito della sistemazione della biblioteca e della galleria Farnese, intuì che i reperti provenivano dal teatro e non dal tempio di Ercole. Nel 1738 fu data alle stampe la prima mappa del sito di Ercolano, perfezionata poi nel 1747, mentre nel 1748 venne pubblicata la prima opera sulle scoperte di Ercolano, dal titolo Descrizione delle prime scoperte dell'antica città di Ercolano, scritta da Ottavio Antonio Bayardi. Nel 1750 si affiancò ad Alcubierre anche Karl Jakob Weber, il quale studiò a fondo il teatro e i suoi meccanismi di funzionamento, riportando alla luce una nuova statua in bronzo; dello stesso ingegnere svizzero fu l'idea nel 1760 di condurre uno scavo a cielo aperto, visto che le esplorazioni per cunicoli collegati a pozzi di discesa e pozzi di aerazione, oltre a essere molto scomode in quanto le dimensioni dei cunicoli talvolta non superavano i cento centimetri di larghezza per un'altezza massima di un metro e ottanta centimetri, soffrivano di una scarsa illuminazione e comportavano il pericolo di crolli e di ristagno di gas velenosi: a tale proposta si dissero favorevoli sia Luigi Vanvitelli sia Ferdinando Fuga, mentre contrario fu Alcubierre, il quale era in forte opposizione con tutto l'operato del collega, motivando la propria opposizione col timore, in caso di terremoto, di possibili crolli dei palazzi circostanti la zona degli scavi; l'idea fu definitivamente abbandonata a seguito della morte prematura di Weber nel 1763.

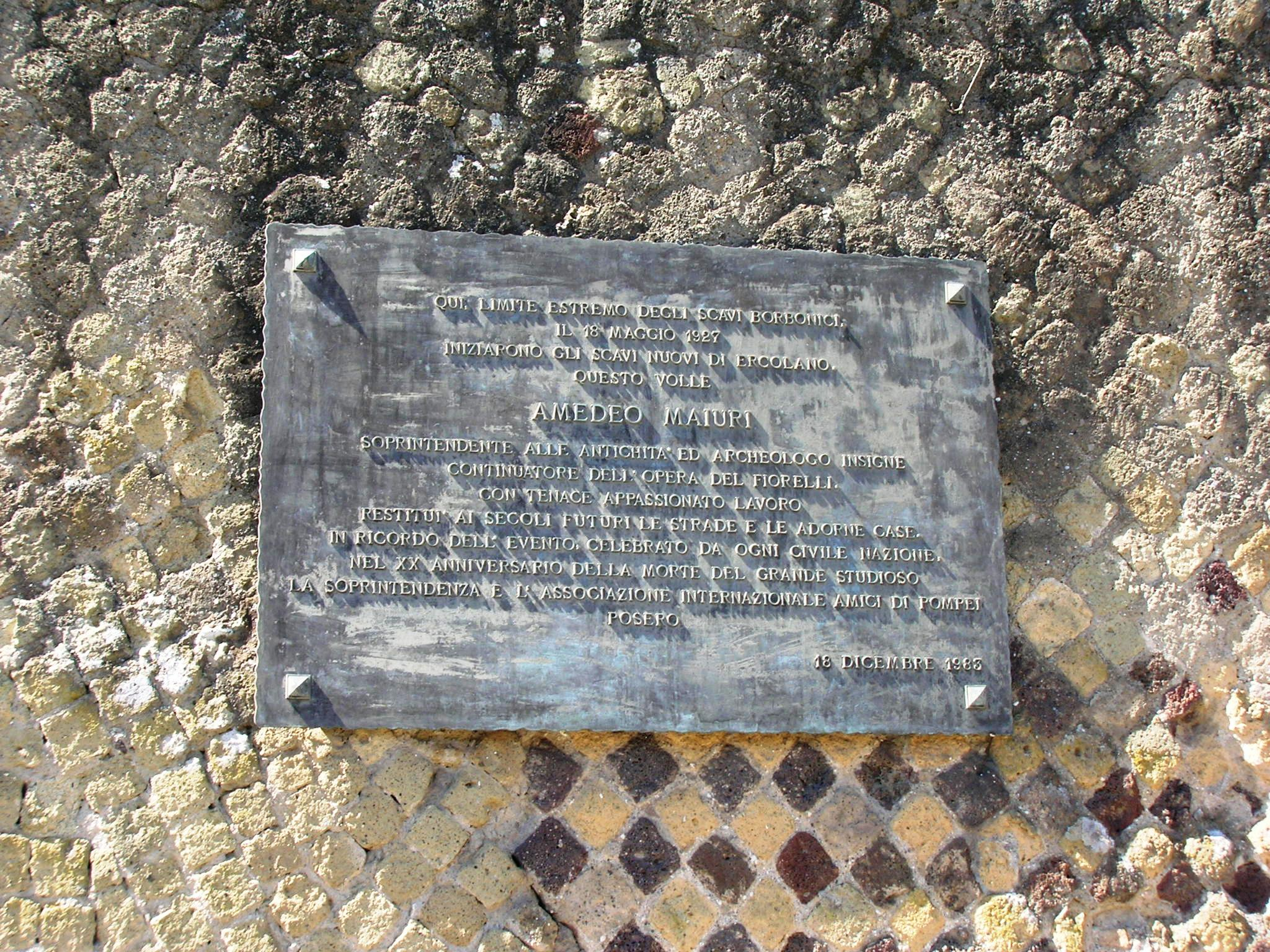
Targa commemorativa sulla ripresa degli scavi per opera di Amedeo Maiuri

Precedentemente, nel 1750, lo svizzero aveva scoperto casualmente la villa dei Papiri, con un carico di statue e oltre 1 800 papiri carbonizzati; ciò non fece altro che accentuare l'interesse per Ercolano, tanto che nel 1755 venne inaugurata l'Accademia Ercolanese per lo studio del sito, mentre nel 1751 tutti i reperti vennero trasferiti nella reggia di Portici, trasformata in un museo visibile solo al re e ai suoi ospiti: prima del termine della costruzione della reggia, i reperti erano ospitati all'interno del palazzo Caramanico, integrato poi nella nuova costruzione. Nel 1768 si affiancò ad Alcubierre Francesco La Vega, il quale iniziò una nuova esplorazione del teatro e tramite l'utilizzo di una pompa idraulica per rimuovere l'acqua piovana in eccesso, raggiunse il piano di calpestio della terrazza dietro la scena, a una profondità di quasi dieci metri sotto il livello del suolo: nel 1771 presentò inoltre una pianta dettagliata dell'edificio, seguita poi da altri disegni andati quasi tutti perduti. A partire da questo periodo però l'interesse per Ercolano andò scemando a causa del ritrovamento di Pompei, la quale presentava una modalità di scavo molto più semplice, trattandosi per lo più della rimozione di ceneri e lapilli, e offriva comunque una maggiore quantità di opere e reperti: nel 1780 le indagini a Ercolano cessarono definitivamente.

### Le esplorazioni tra il XIX e il XXI secolo
Sull'onda del successo degli scavi di Pompei, nel 1828, sotto Francesco I delle Due Sicilie, ripresero le ricerche anche a Ercolano: in questa nuova fase cambiò anche la tecnica esplorativa, passando dai cunicoli agli scavi a cielo aperto; tuttavia si contarono solo pochi ritrovamenti e i lavori vennero interrotti il 18 marzo 1837, per poi riprendere nel 1850 e arrestarsi nel 1855. Nuovamente a partire dal 1869, sotto la direzione di Giuseppe Fiorelli, ci fu una breve campagna di indagini, inaugurata da Vittorio Emanuele II:
(Giuseppe Fiorelli, Giornale degli scavi)
Per lo stesso motivo della precedente, anche questa venne sospesa, nel 1875.
Nel 1904 l'archeologo statunitense Charles Waldstein propose al governo italiano una cordata internazionale per effettuare nuovi scavi: questi prevedevano una serie di indagini da effettuarsi sia tramite cunicoli, per non abbattere i palazzi sovrastanti, che a cielo aperto, interessando l'area dei precedenti scavi fino a raggiungere la villa dei Papiri; era inoltre prevista la creazione di una Decauville che avrebbe portato il materiale di risulta presso uno spazio nei pressi della ferrovia. La proposta, vista come lesiva per il prestigio dello Stato, venne rifiutata.

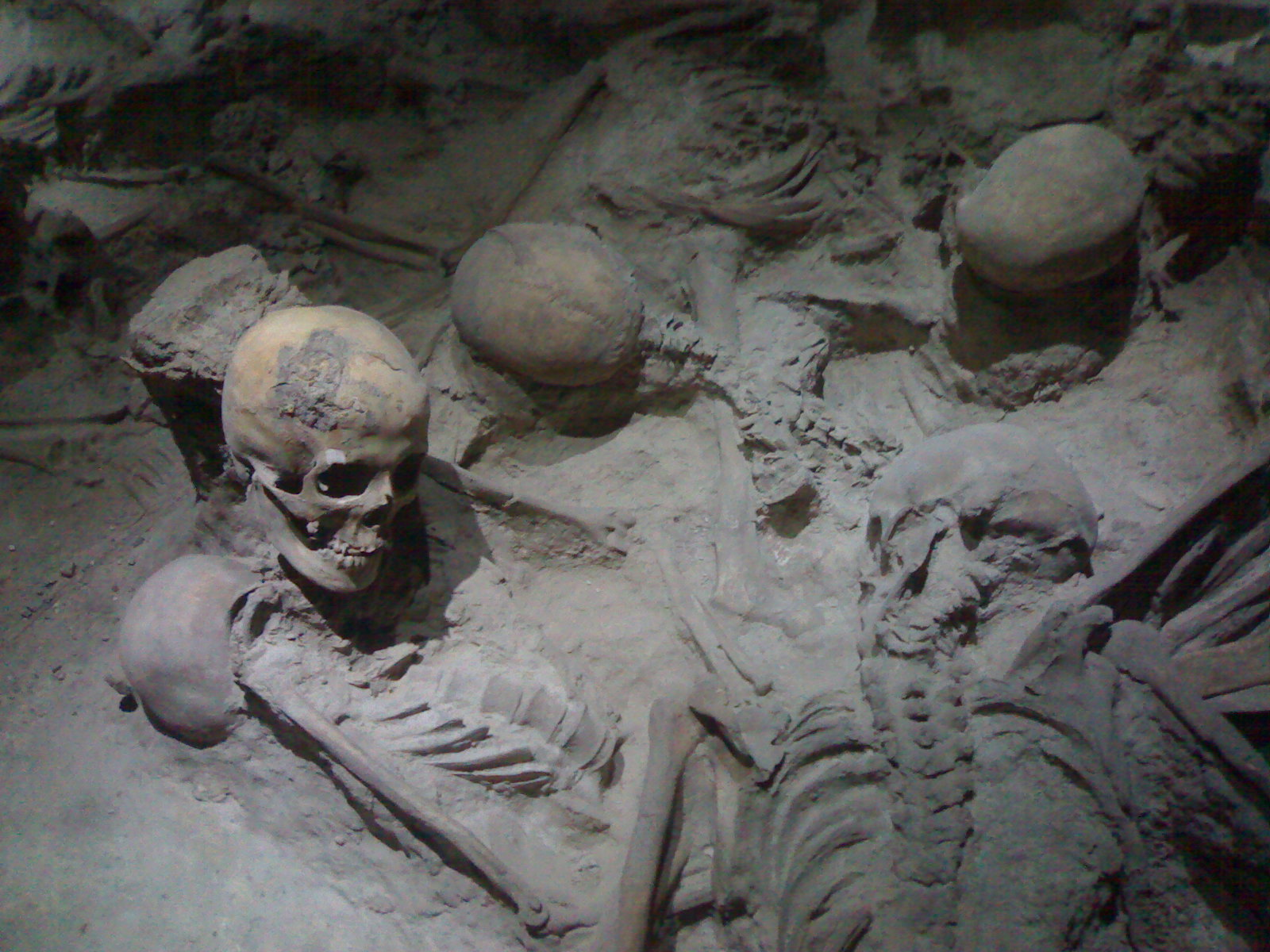
Gli scheletri di Ercolano

Con la nomina a capo della Soprintendenza agli Scavi e alle Antichità della Campania nel 1924 di Amedeo Maiuri, venne attuato un programma di espropri al fine di evitare ulteriori danni e proteggere le rovine di Ercolano dalla forte espansione edilizia; il 16 maggio 1927 inoltre, partì una nuova campagna di scavi, che fino al 1942, quando si interruppe, grazie alla rimozione di oltre duecentocinquantamila metri cubi di tufo, grazie anche all'utilizzo di una Decauville che sostitutiva l'utilizzo dei cavalli per lo spostamento dei materiali di risulta, riportò alla luce circa quattro ettari dell'antica città. Dal termine della seconda guerra mondiale, i cui bombardamenti non arrecarono particolati danni al sito, fino al 1958 si provvide alla messa in sicurezza, al restauro di tutto il patrimonio architettonico rinvenuto, oltre che a nuovi scavi, possibili grazie all'abbattimento di alcuni palazzi fatiscenti. Fu idea del Maiuri quella di realizzare una sorta di museo a cielo aperto: gli edifici appena rinvenuti, grazie a un team di archeologi, muratori e giardinieri, venivano subito avviati a restauro, impresa questa non sempre semplice in quanto, a seguito dell'urto subito dalle colate di fango durante l'eruzione del 79, molte costruzioni si trovarono nella paradossale situazione di avere i piani inferiori fortemente danneggiati e quelli superiori praticamente intatti, a ciò si aggiungevano i danni provocati dai cunicoli scavati durante il periodo borbonico, i quali avevano fortemente indebolito le strutture. In un secondo tempo, tutte le pitture venivano restaurate, mentre i reperti venivano esposti in varie teche: tuttavia l'esperimento durò solo pochi anni; in seguito, sia per l'elevato costo di manutenzione, dovuto soprattutto agli agenti atmosferici che interferivano con i materiali organici carbonizzati deteriorandoli, sia per il crescente turismo e per la possibilità di furti, quasi tutte le teche vennero smantellate.
Dopo una nuova breve campagna tra il 1960 e il 1969, fu a partire dal 1980, sotto la direzione di Giuseppe Maggi, che vennero alla luce importanti novità sulla storia di Ercolano. Si era infatti ritenuto, fino a quel momento, che la popolazione della città, risparmiata in un primo momento dalla furia eruttiva, fosse riuscita a mettersi in salvo, ipotesi suggerita dal ritrovamento di pochi scheletri nell'ambito della cerchia urbana. Nuove indagini, condotte con l'ausilio di idrovore nei pressi della linea di costa del 79, consentirono di individuare, il 16 gennaio 1982, un primo gruppo di scheletri, ammassati al di sotto di alcune arcate che sostenevano la terrazze delle terme Suburbane e dell'area sacra e utilizzate per la manutenzione e il ricovero delle imbarcazioni, oltre a una barca. Negli anni successivi furono recuperati altri resti umani, per un totale di oltre trecento individui, il che portò gli archeologi alla conclusione che la maggior parte della popolazione di Ercolano avesse cercato la fuga via mare, sostando sulla spiaggia durante la notte, dove venne sorpresa dalle colate piroclastiche. Altre brevi indagini furono svolte nel 1988 e tra il 1996 e il 1998: durante questi anni, precisamente nel 1997, gli scavi di Ercolano, insieme a quelli di Pompei e Oplonti, entrarono a far parte della lista dei patrimoni dell'umanità dell'UNESCO.
Nel 2001 venne attivato il programma Herculaneum Conservation Project, in collaborazione con la fondazione Packard Humanities Institute, per la conservazione e la valorizzazione del sito, oltre che alla realizzazione di nuove campagne di scavo; nel 2014, un accordo tra la fondazione e il MiBACT, portò l'estensione dell'area archeologica a 5 171 m², prevedendo la demolizione di edifici in rovina che insistevano sulla città antica e la messa in sicurezza e il miglioramento del collegamento tra la città e il sito.
Nel 2016 fu creato il Parco Archeologico di Ercolano, l'ente per la gestione dell'area archeologica, il quale cominciò la sua attività a partire dal 2017.

## Urbanistica

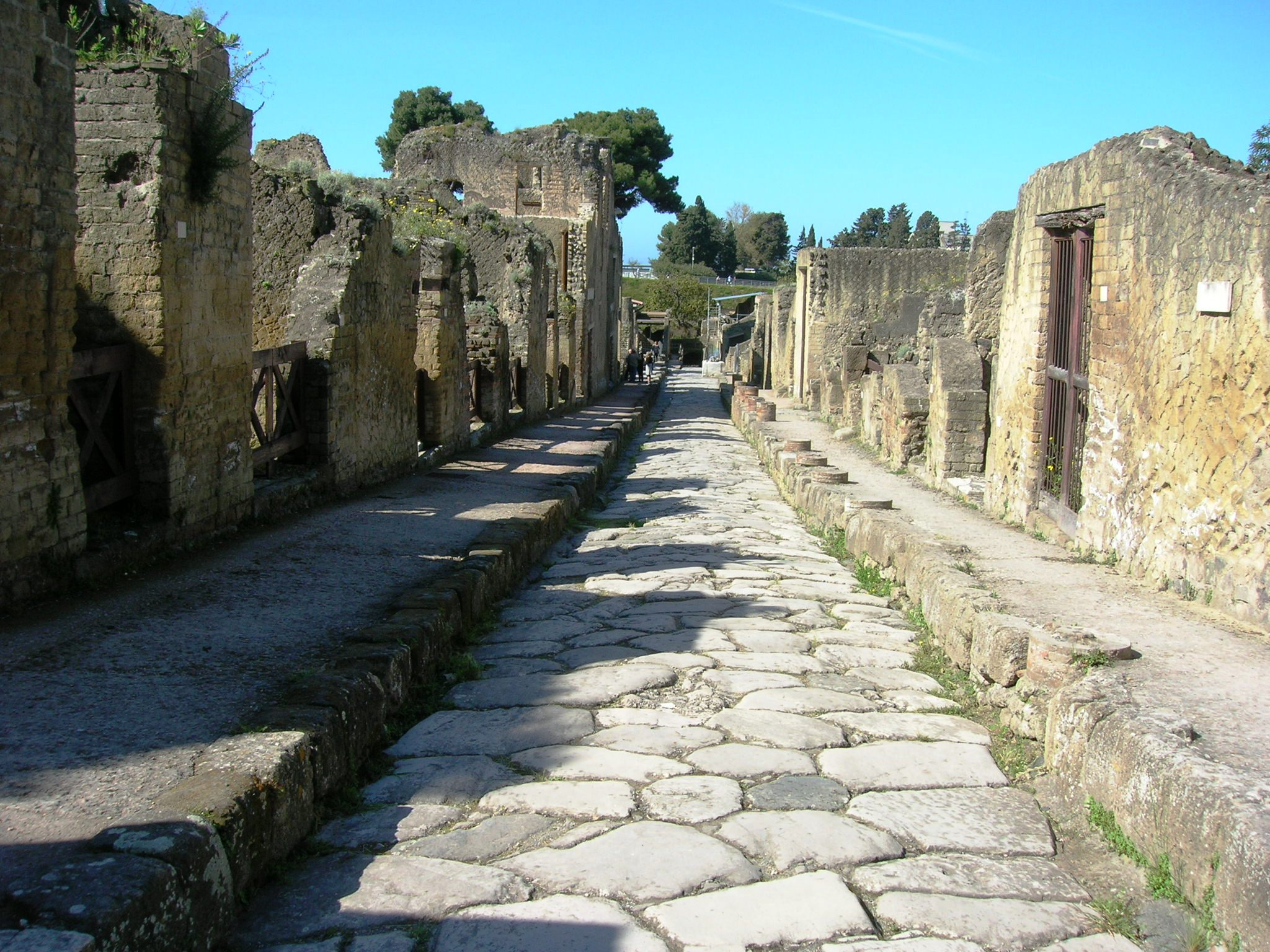
Il Cardo V

Dell'antica Ercolano, che seguiva nell'urbanistica il modello proposto da Ippodamo, sono stati riportati alla luce solo quattro dei venti ettari totali su cui originariamente si estendeva: era cinta da mura, definite dallo storico Lucio Cornelio Sisenna «piccole», con uno spessore che variava dai due ai tre metri e costruite in opera a secco con grossi ciottoli, risalenti per lo più al II secolo a.C., mentre lungo la linea di costa erano in opera reticolata; come a Pompei, dopo le guerre sociali le mura persero la loro funzione difensiva e vennero inglobate da edifici costruiti nelle loro prossimità: uno ad esempio è visibile nella casa dell'Albergo. L'impianto urbano era di tipo ortogonale, classico dell'antica Grecia, con incroci ad angolo retto e con i decumani paralleli alla costa, a cui si incrociavano perpendicolarmente i cardini; questi ultimi, nei pressi delle mura lungo la spiaggia, avevano ognuno una rampa con porta ad arco, in modo tale da consentire un diretto accesso al mare: in totale la città disponeva di tre decumani, di cui due scavati, e cinque cardi, di cui sono visibili il terzo, il quarto e il quinto; durante l'epoca augustea, le strade furono pavimentate con lastre poligonali di lava, eccetto il tratto davanti alla palestra, lungo in cardo V, in calcare bianco: tutte le strade della zona scavata, fiancheggiate da marciapiedi, risultano poco consumate dal passaggio di ruote di carri, in quanto, a seguito della conformazione del territorio, particolarmente ripido, il transito e il trasporto delle merci dal porto al centro cittadino era più agevole per muli e pedoni.
A Ercolano è stata rinvenuta un'unica fognatura, lungo il cardo III, che raccoglieva le acque del foro e quelle degli impluvi, delle latrine e delle cucine delle case che si affacciavano lungo questa via, mentre il resto degli scarichi avveniva direttamente in strada, eccetto quelli delle latrine che erano dotate di pozzo assorbente. Per l'approvvigionamento idrico la città era direttamente collegata all'acquedotto del Serino, costruito in età augustea e che tramite una serie di condotte in piombo sotto le strade, regolate da valvole e eliminate con gli scavi borbonici, portavano acqua nelle abitazioni; in precedenza venivano utilizzati dei pozzi, i quali offrivano acqua a una profondità che si aggirava tra gli otto e i dieci metri. Di Ercolano restano quindi ancora sepolti il foro, i templi, numerose case e le necropoli: la parte visibile è stata divisa in diverse insulae, di cui solo quattro, la III, la IV, la V e la VI, sono completamente esplorate.

## Case e ville

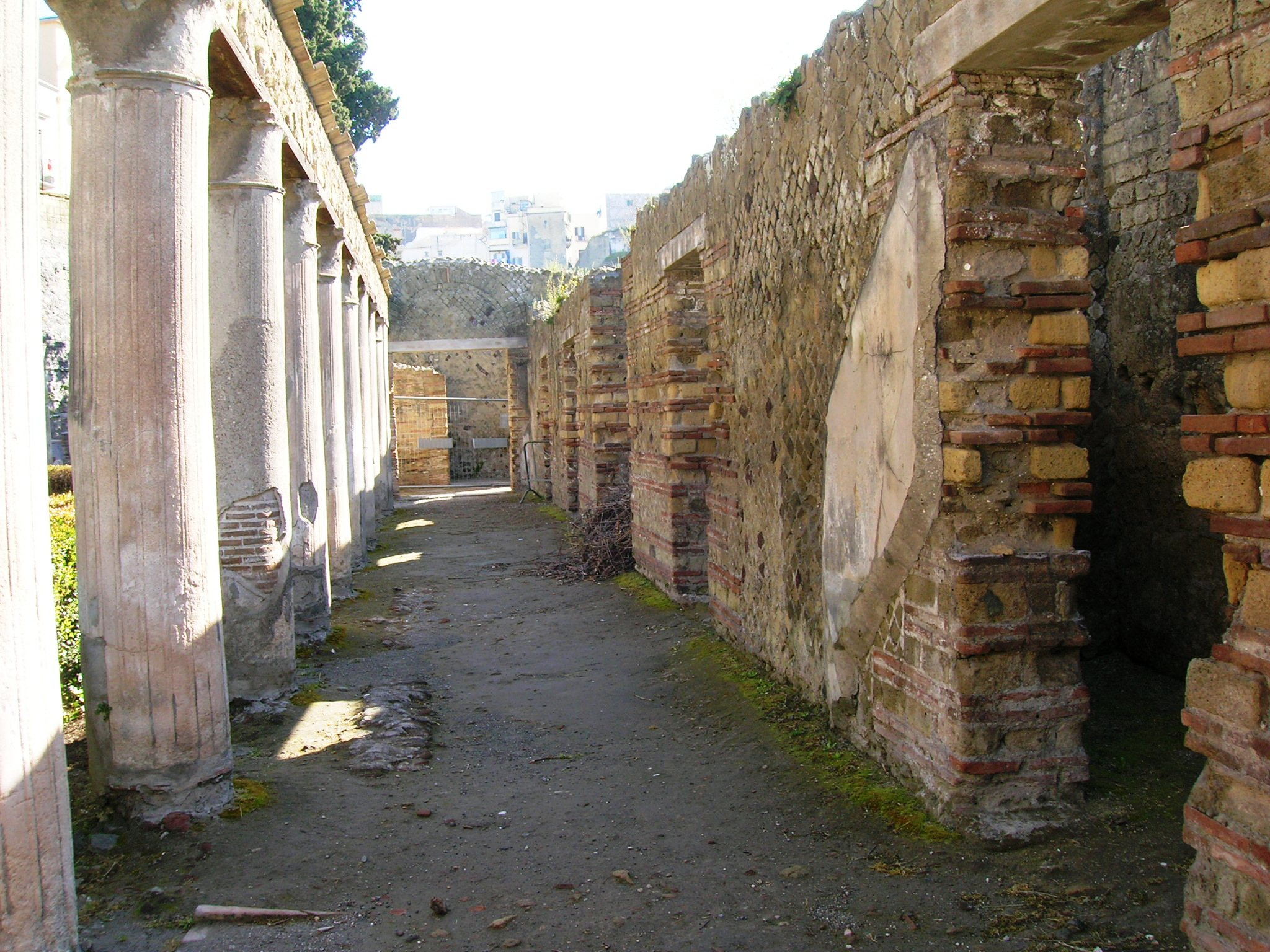
Peristilio della Casa d'Argo

La tipica casa di Ercolano si presenta più piccola rispetto a quella di Pompei; tuttavia, anche grazie alla conversione della città nel suo ultimo periodo in centro di villeggiatura, le abitazioni erano spesso decorate in modo raffinato e sfarzoso, e sovente erano precedute da portici con colonne in laterizio, costruiti a seguito del dannoso terremoto del 62 come misure antisismiche in modo da rinforzare le facciate e sostenere balconi e ballatoi; altra particolarità era l'assenza nell'atrio dell'impluvium, o comunque questo aveva perso a Ercolano la sua funzione originale perché quasi tutte le case erano dotate di un proprio pozzo o erano collegate alla rete idrica.

### Insula II
La casa del Genio è così chiamata per il ritrovamento di una statuetta del Genio tutelare che faceva parte di un candelabro in marmo: la casa è ancora in parte sepolta e si può accedere solo attraverso il suo ingresso posteriore; caratteristico il peristilio con al centro una fontana in marmo e pavimento sia in cocciopesto sia a mosaico.
La casa d'Argo non è stata ancora interamente esplorata e l'ingresso è possibile attraverso un varco realizzato durante gli scavi borbonici: deve il suo nome a un affresco, ormai scomparso, raffigurante Argo che sorveglia Io; della casa è possibile osservare il peristilio con colonne rivestite in stucco, su cui si aprono il triclinio e altri piccoli ambienti, e un secondo peristilio, più piccolo, le cui colonne sono visibili tramite cunicoli: la casa possedeva anche un piano superiore, andato perduto, in cui furono rinvenuti farina e pani oltre a vasi con legumi, mandorle, olive, farro e frutta.
La casa di Aristide è situata in prossimità della spiaggia e venne scoperta in epoca borbonica, quando gli esploratori la utilizzarono come passaggio per la vicina villa dei Papiri: al suo interno venne rinvenuta una statua che in primo momento venne associata ad Aristide, ma che in realtà raffigura Eschine; costruita quasi del tutto in opus reticulatum, si osserva l'atrio e diversi ambienti circostanti.

### Insula III

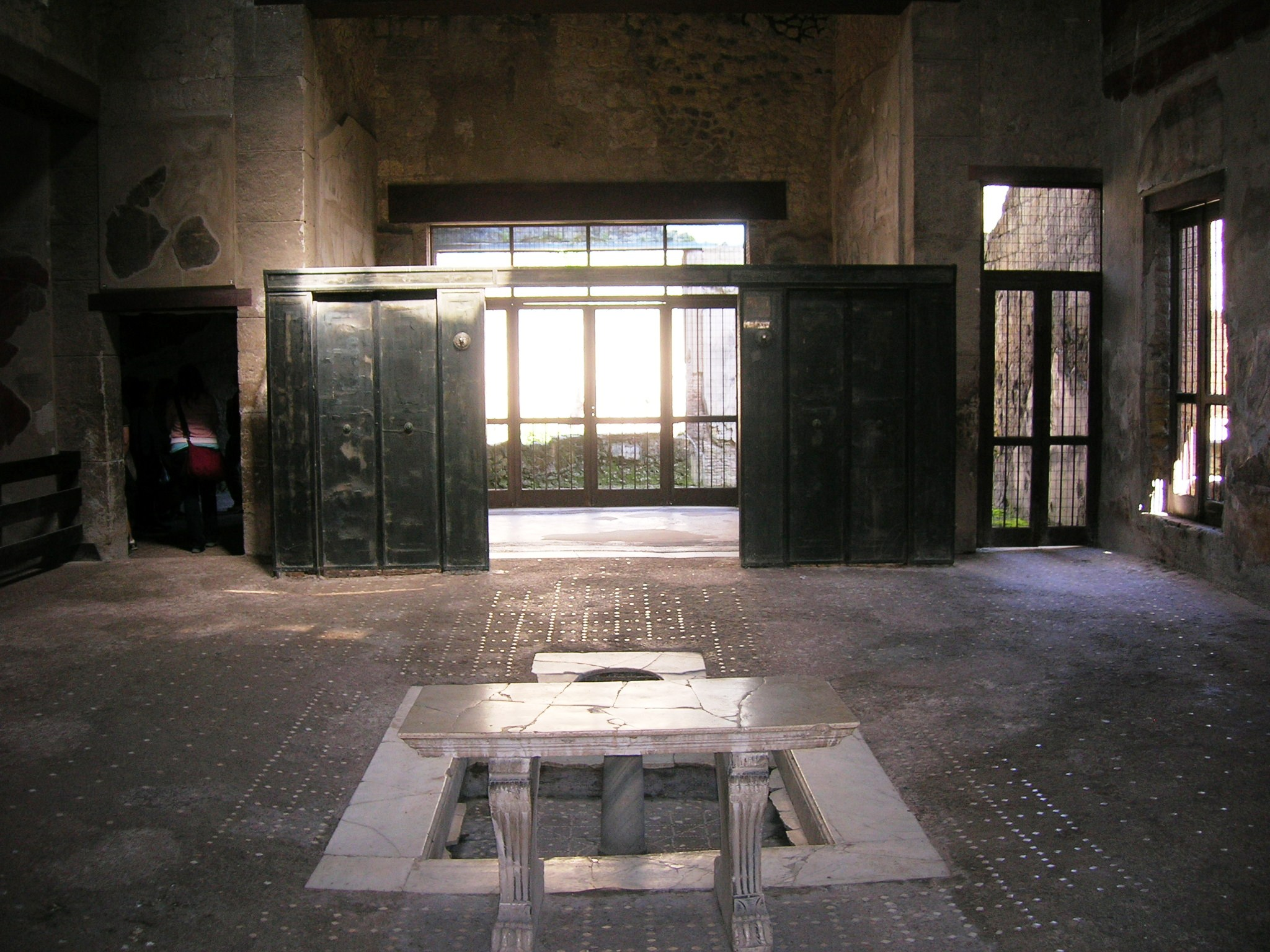
Atrio della Casa del Tramezzo di Legno

La casa dell'Albergo, coi suoi oltre duemila metri quadrati, in posizione panoramica sul mare, è la più grande casa di Ercolano finora rinvenuta ed è così chiamata in quanto al momento dello scavo fu ritenuta erroneamente un albergo: è l'unica della città a possedere un quartiere termale, con decorazioni a mosaico e affreschi in secondo stile nella zona del calidarium; la pavimentazione a mosaico si ritrova anche nel peristilio e negli ambienti circostanti, mentre i locali ricavati al di sotto delle sostruzioni che sorreggono la casa sono pavimentati in cocciopesto e marmi policromi.
La casa dello Scheletro è data dall'unione di tre abitazioni e in parte fu esplorata già in epoca borbonica, quando venne spogliata di molti dei suoi reperti: al suo interno venne ritrovato uno scheletro; l'abitazione fu poi nuovamente scavata nel 1927 dal Maiuri e presenta un ninfeo, riproducente una grotta e rivestito in finto opus quadratum, con tessere rosse e azzurre e alcuni affreschi nei fregi, mentre nel cortile, coperto da una grata metallica, si conserva un larario rivestito da mosaici: in altri ambienti si notano resti di affreschi in terzo stile e parte di pavimentazione in opus sectile.
La casa del Tramezzo di Legno viene così denominata per via del ritrovamento di una sorta di porta pieghevole in legno, un tramezzo appunto, con battenti sagomati e sostegni in bronzo per reggere le lucerne, con la funzione di dividere l'atrio dal tablino: la casa fu costruita prima della conquista romana e in seguito restaurata in età giulio-claudia, quando vennero rifatti tutti gli affreschi, in terzo stile; nel giardino è la raffigurazione di una fontana, contornata da un'anatra, un airone, un serpente e una testa di bue.

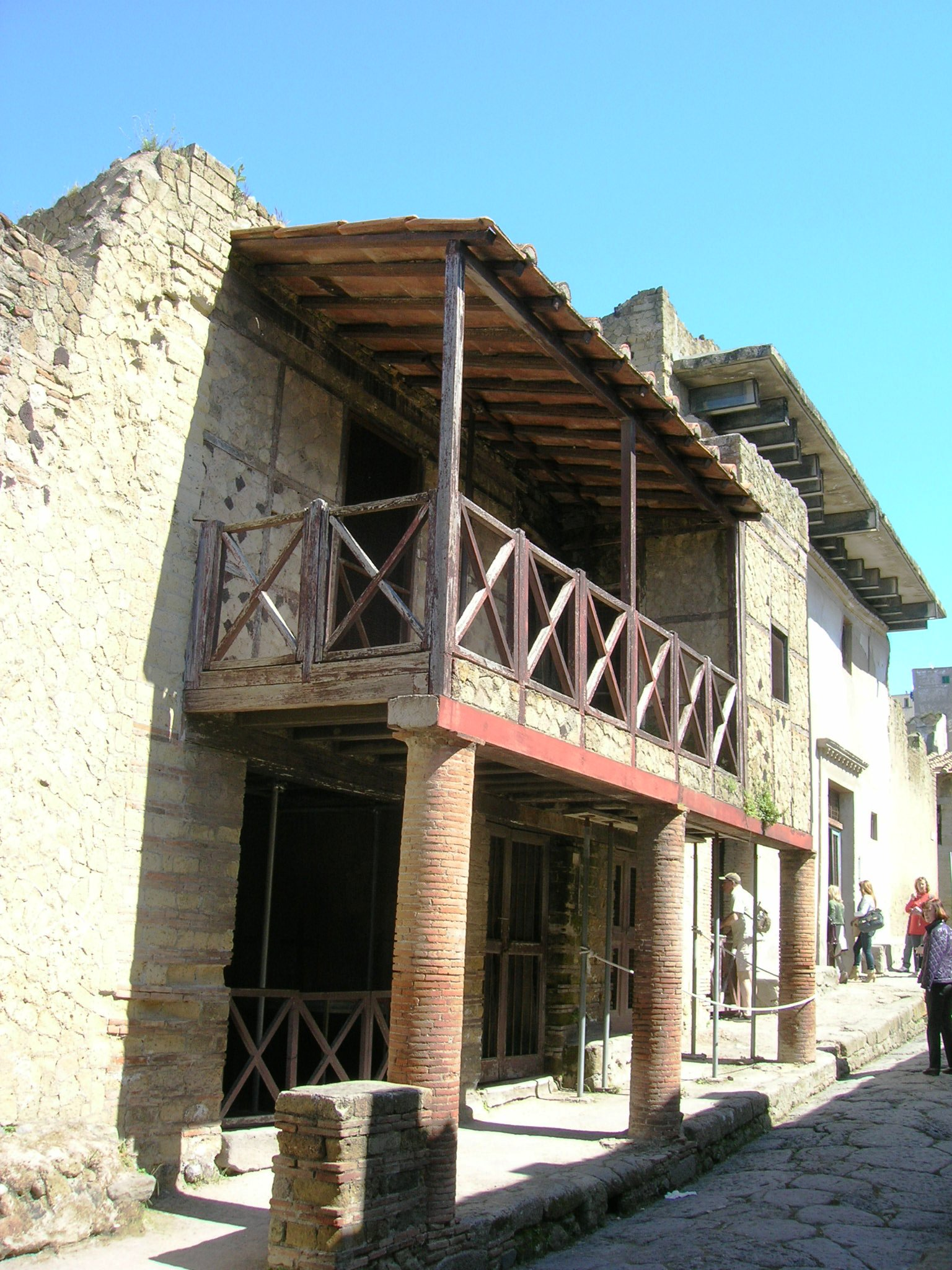
Balcone della Casa a Graticcio

La casa a Graticcio è un tipo di abitazione plurifamiliare, edificata quasi del tutto in opus craticium, una particolare tecnica, utilizzata per risparmiare, in cui i muri erano molto sottili, con intelaiature in legno e sezioni in opus incertum: l'intonaco veniva poi applicato su due strati di canne, poste prima in orizzontale e poi in verticale, fissati con chiodi; esternamente la casa presenta un balcone sorretto da tre colonne in laterizio, mentre all'interno è decorata con affreschi in quarto stile: furono inoltre ritrovati pezzi di mobilio carbonizzato, come letti e armadi con all'interno vasi in vetro, statuette di lari, lucerne e una collana.
La casa dell'Erma di Bronzo è una piccola abitazione con pavimento in cocciopesto, decorazioni in terzo stile e impluvium in tufo: tuttavia in alcune zone sono presenti affreschi in quarto stile e pavimentazione in opus sectile come nel tablino e nel triclinio; nella casa fu inoltre ritrovata un'erma in bronzo del proprietario, di cui è esposto un calco.
La casa dell'Ara Laterizia misura circa centodieci metri quadrati ed è suddivisa in sei ambienti: dotata di un atrio e di un piano superiore, resistono al suo interno poche decorazioni parietali tutte in secondo stile, particolarmente danneggiate.

### Insula IV
Anche la casa dell'Atrio a Mosaico fu costruita in posizione panoramica, sfruttando le antiche mura urbane per il terrazzamento che degrada verso il mare: particolare è la pavimentazione a mosaico dell'ingresso a forme geometriche, quella del vestibolo che si ispira al soffitto a cassettoni e quella dell'atrio a scacchiera; il tablino si presenta con il classico schema basilicale, diviso in tre navate con pilastri rivestiti in stucco e pavimento in marmo in opus sectile, mentre il giardino è contornato da un triportico fenestrato, con diversi affreschi tra cui il Supplizio di Dirce e Diana e Atteone trasformato in cervo e sbranato dai cani, e al centro una fontana in marmo la quale era alimentata da un serbatoio posto sul solaio all'ingresso della casa.

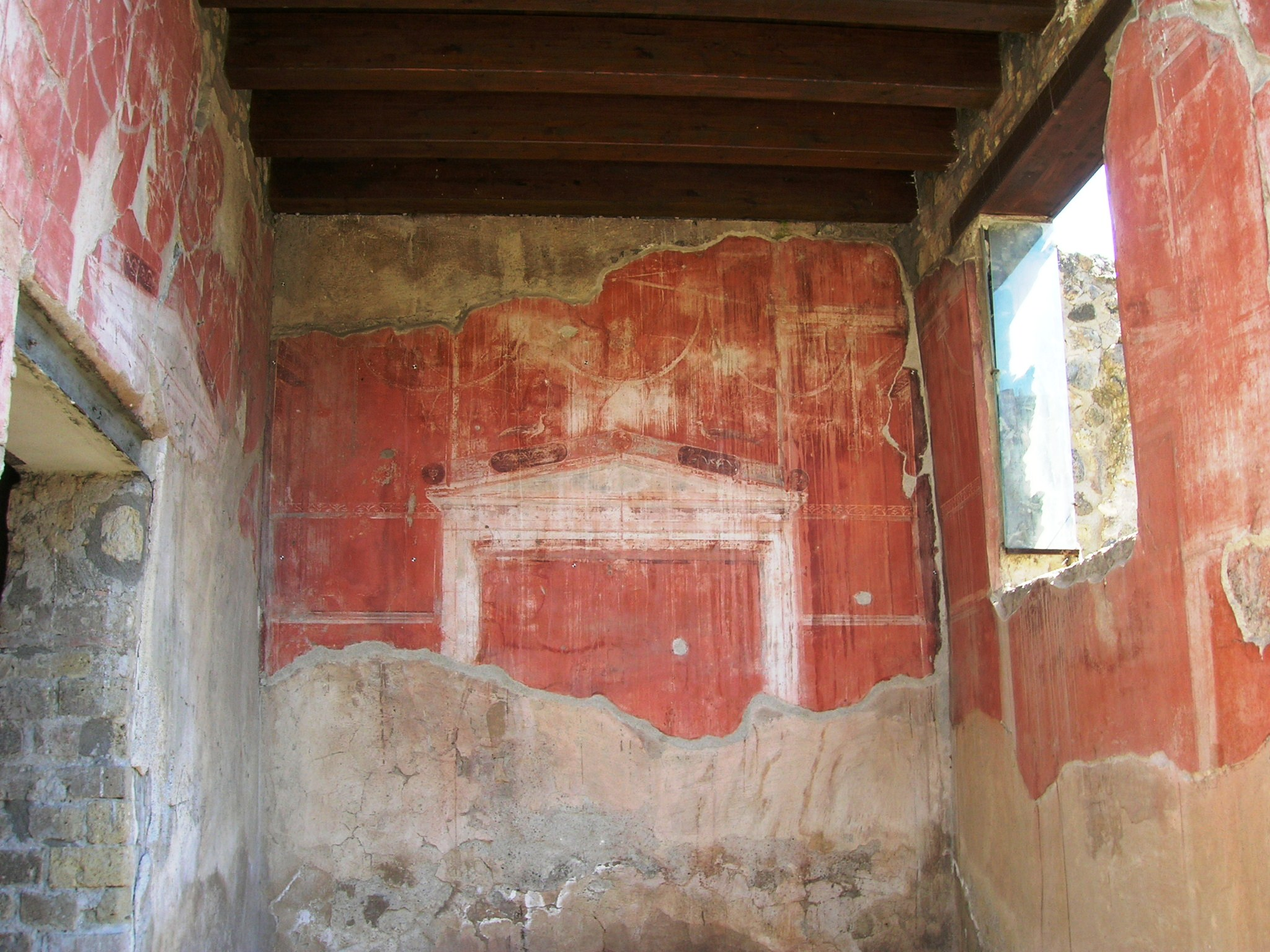
Ambiente affrescato della Casa dell'Alcova

La casa dell'Alcova è il frutto dell'unione di due abitazioni con due entrate indipendenti e unite tramite una porta nel vestibolo: la prima casa fu pesantemente saccheggiata durante le esplorazioni borboniche, e rimane solo un affresco raffigurante Arianna abbandonata da Teseo, mentre la seconda conserva un pavimento sia in opus sectile che a mosaico e diverse decorazioni parietali in quarto stile; un breve corridoio conduce in un ambiente appartato, chiamato alcova, a forma absidata e fenestrato.
La casa della Fullonica risale al II secolo a.C. e dispone di due atri, uno senza impluvium, che nel corso del I secolo a.C. fu adibito a fullonica grazie alla costruzione di due vasche per il lavaggio dei panni, e un altro di tipo tuscanico, con impluvium in cocciopesto: decorazioni parietali in primo stile resistono in due oeci.
Il nome della casa del Papiro Dipinto deriva da un affresco dipinto sulla porta d'ingresso del cortile, raffigurante un rotolo di papiro, riportante il nome in greco di un poeta e due teche calamarie.
La casa della Stoffa è di dimensioni alquanto ridotte: al suo interno sono stati ritrovati diversi teli e composta da due livelli a cui si accedeva tramite due scale, una posta direttamente sulla strada, l'altra nella bottega.
La casa dei Cervi deve il nome al ritrovamento, nel giardino, di una statua raffigurante due cervi sbranati da cani oltre a quella di un satiro con otre: grazie al bollo ritrovato su un pezzo di pane carbonizzato, si è risaliti anche al nome del proprietario, ossia Celer, un liberto; la casa si divide nel quartiere di rappresentanza, nel quartiere servile e un ampio corridoio: nel criptoportico fenestrato furono rinvenuti sessanta quadretti raffiguranti amorini, nature morte e divinità, alcuni dei quali staccati in epoca borbonica e conservati al Museo archeologico nazionale di Napoli, mentre altri sono ancora in loco.

### Insula V

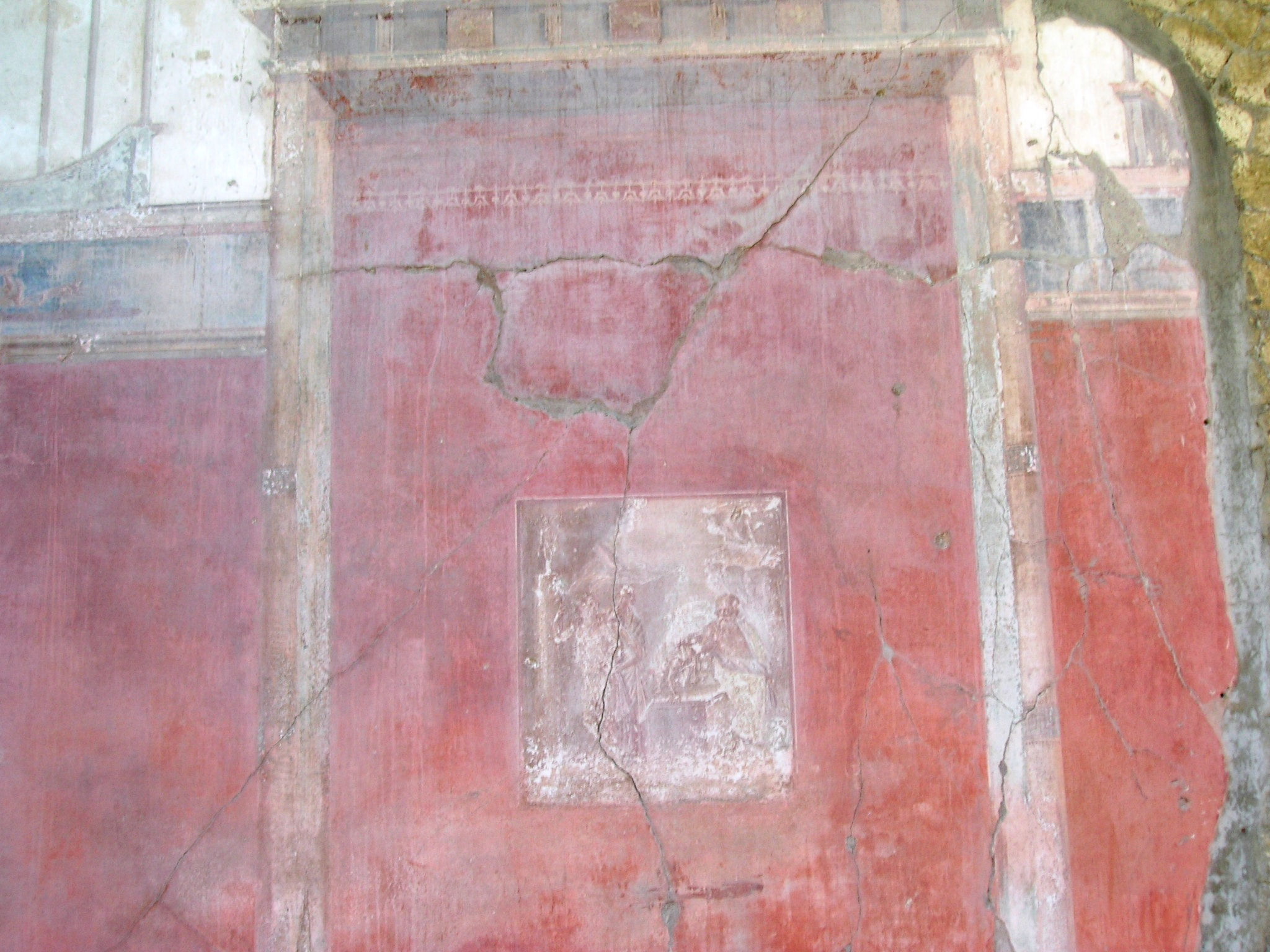
Affresco della Casa del Gran Portale

La casa del Gran Portale presenta un portale d'ingresso, realizzato a seguito del terremoto del 62, con semicolonne con capitelli in tufo, decorati con Vittorie alate e cornicione a mensola in laterizio: internamente è a pianta irregolare, frutto di continui ampliamenti, con peristilio a colonne in tufo scanalate, un triclinio con la raffigurazione di un satiro che osserva Arianna e Dioniso nudo, un'esedra affrescata in giallo con riproduzioni di uccelli e amorini e una diaeta a fondo azzurro decorata con affreschi di trofei, maschere e armi; tutte le decorazioni sono in quarto stile e inoltre furono rinvenute tre anfore che contenevano, secondo quanto riportato su di esse, ceci], farina e riso.
La casa del Sacello di Legno fu costruita prima della conquista romana, come testimoniato dai resti delle pitture in primo stile, di un cenaculum e della pavimentazione in cocciopesto a motivi geometrici con tessere bianche: degno di nota è un armadio in legno, lavorato esternamente con un motivo a colonne corinzie che fungeva anche da larario, in quanto al suo interno venne rinvenuta una statuetta raffigurante Ercole.
La casa dell'Atrio Corinzio ha un atrio con sei colonne in tufo e all'interno dell'impluvium è posta una fontana in marmo decorata a mosaico: in diversi ambienti si conservano affreschi in quarto stile e caratteristica, nel vestibolo, è la decorazione a colonne in laterizio.
La casa con bottega apparteneva a L. Cominius Primus, come testimoniato dal ritrovamento di un sigillo, un liberto che svolgeva probabilmente il lavoro di scriba o actuarius: su alcune tavolette cerate custodite in una cassetta, ritrovata in un cubicolo al piano superiore dell'abitazione, erano riportate note di operazioni economiche come l'acquisto di alcuni fondi e il regolamento di confini.

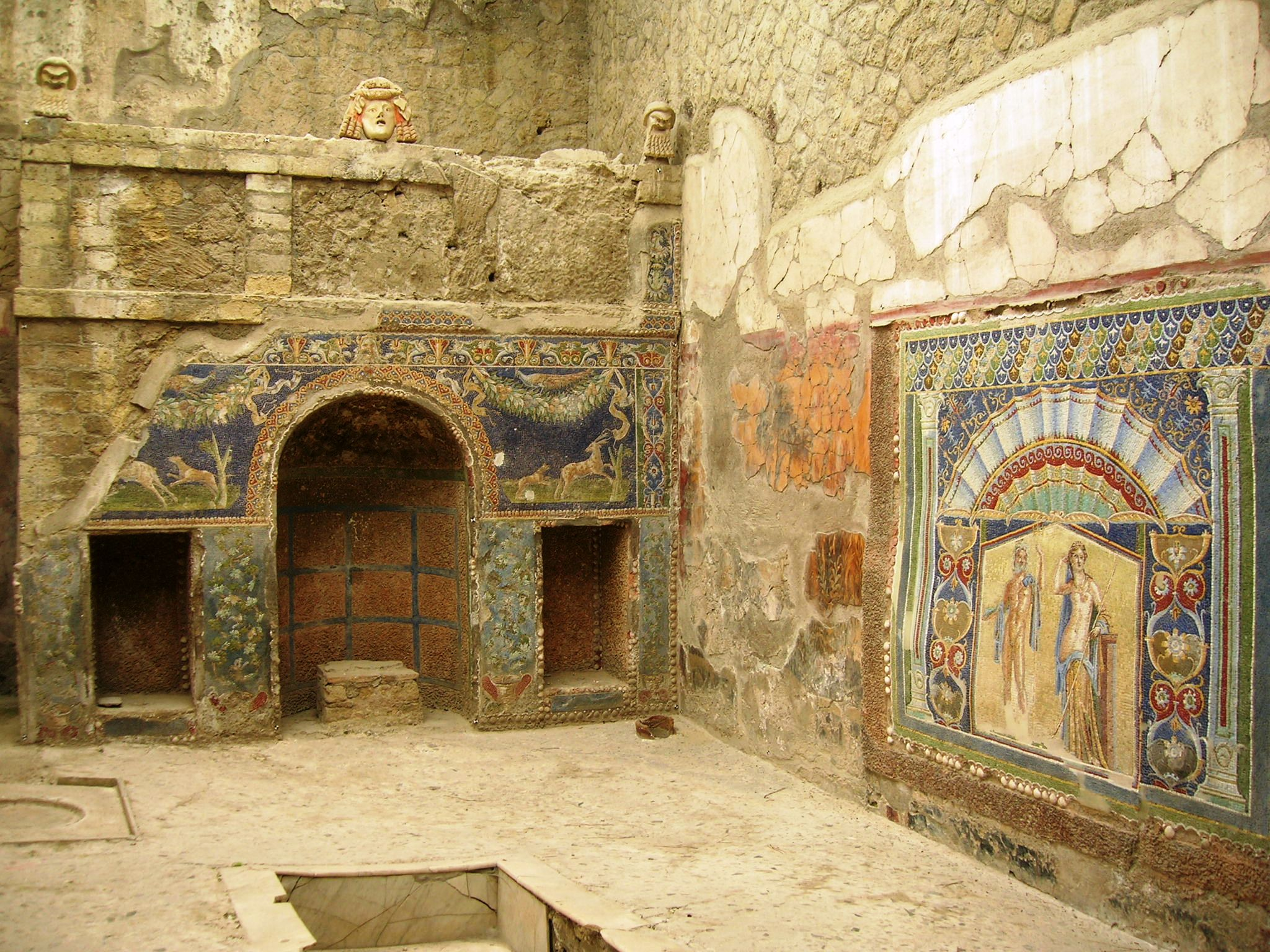
Tablino della Casa di Nettuno e Anfitrite

La casa del Bicentenario è così chiamata poiché finita di scavare nel 1938 a due secoli dall'inizio delle indagini archeologiche a Ercolano: costruita in epoca augustea, completamente in opus reticulatum, presenta un tablino pavimentato in opus sectile e pitture in quarto stile, tra cui spicca un quadretto raffigurante Dedalo e Pasifae e nello stesso ambiente si conserva un cancello scorrevole in legno, utilizzato per proteggere le immagini degli antenati; il piano superiore è realizzato in opus craticium e al suo interno vennero rinvenute delle tavolette cerate, sulle quali venivano narrati gli atti di un'azione legale: tra gli altri rinvenimenti un larario affrescato, scope in fibra vegetale e un sigillo. Nella casa inoltre venne ritrovata in un muro la forma di croce, facendo supporre potesse trattarsi della prima testimonianza del cristianesimo a Ercolano: successivamente si scoprirà essere il sostegno di una mensola.
La casa del Bel Cortile fu ristrutturata in epoca claudia, quando alcuni ambienti furono ripavimentati a mosaico e affrescati con pitture in terzo stile, anche se in alcune zone si riscontrano resti di affreschi in secondo stile; caratteristico è il cortile mosaicato con scala e ballatoio in muratura per raggiungere gli ambienti del piano superiore: le decorazioni di questo ambiente erano in fase di realizzazione al momento dell'eruzione, come dimostrato dallo schizzo di un'aquila; durante gli anni in cui sono stati effettuati gli scavi, la casa è stata adibita a deposito per la raccolta dei reperti archeologici.
La casa di Nettuno e Anfitrite ha ridato alla luce due lastre in marmo dipinte con la tecnica dei monocromi in rosso, le quali riportano la firma di Alessandro di Atene, lo stesso che dipinse il quadretto delle Giocatrici di astragali, conservato al Museo archeologico nazionale di Napoli, forse provenienti dalla medesima casa; ricco di decorazioni anche il tablino, che presenta alla parete un mosaico in pasta vitrea raffigurante Nettuno e Anfitrite: nella bottega della casa, adibita a caupona, furono ritrovati dolii con fave e ceci e tutto l'arredamento in legno carbonizzato, oltre a suppellettili come fornello e scaffali.
La casa del Mobilio Carbonizzato presenta il classico schema della casa romana con atrio, tablino, giardino, oltre al piano superiore: risalente all'età claudia fu in seguito ristrutturata, con modifiche agli schemi decorativi, sostituiti con pitture in terzo stile; nel triclino si conservano affreschi di nature morte e un letto in legno carbonizzato, restaurato poco dopo il 62, mentre nel giardino si trova un larario a nicchia a conchiglia.

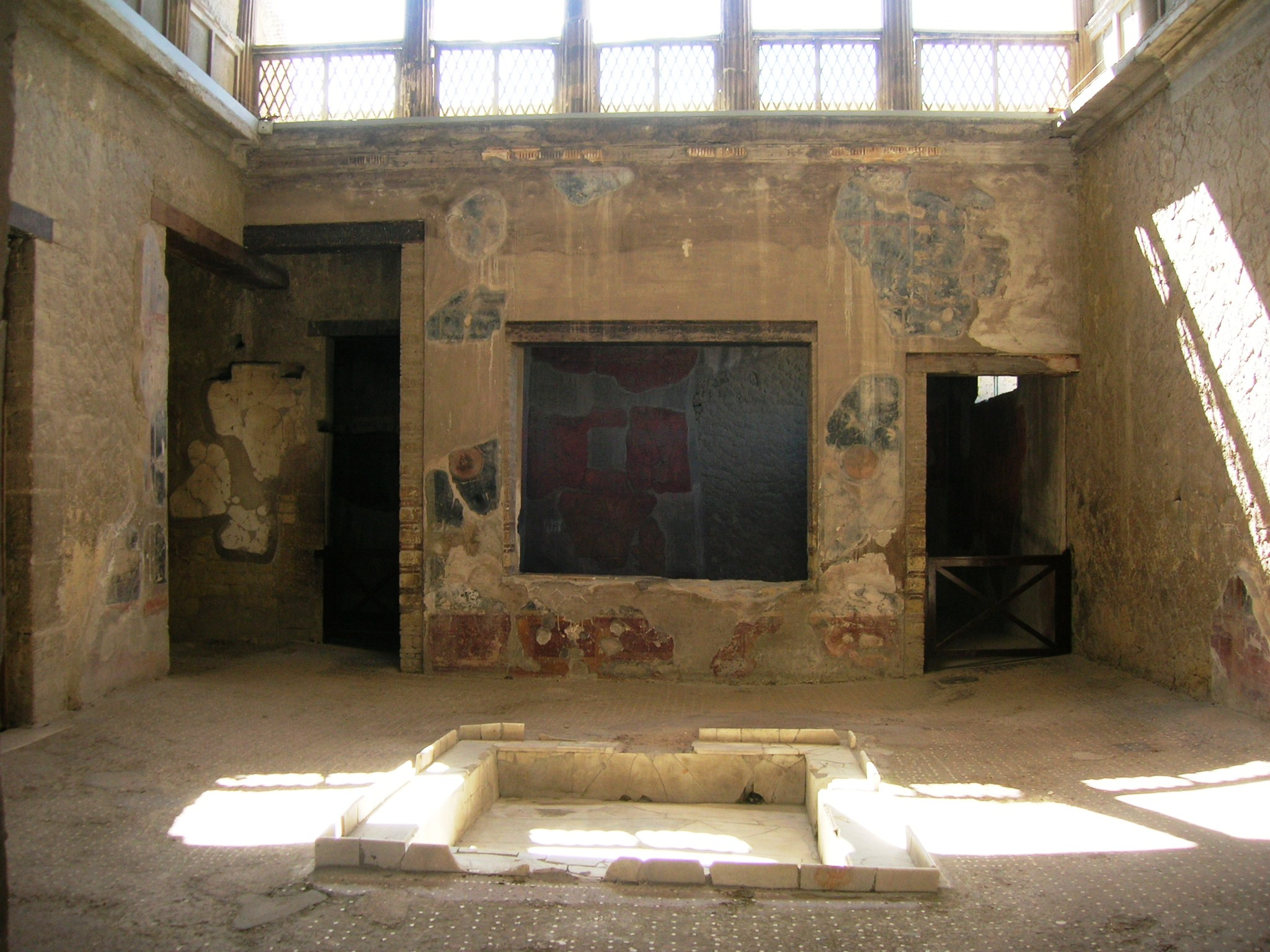
Atrio della Casa Sannitica

La casa del Telaio è costituita da due ingressi, uno che immette nell'officina, l'altro nella casa nel cui portico furono ritrovati i resti di un telaio in legno per la tessitura: nello stesso ambiente due feritoie avevano il compito di illuminare l'ambiente; fu rinvenuta anche una targa in marmo.
La casa Sannitica risale al II secolo a.C. anche se fu poi notevolmente ridotta durante il I secolo a.C.: presenta nell'atrio colonne con capitelli di ordine corinzio in tufo, decorazioni parietali in primo stile, soffitto a cassettoni con affreschi in secondo stile e impluvium rivestito in marmo, anche se a seguito di restauri molte delle decorazioni vennero effettuate in quarto stile; la casa è anche dotata di un piano superiore raggiungibile tramite due scale, mentre nel tablino si osserva una pavimentazione a mosaico a forma di rombi disposti intorno a una piastrella di rame e in un cubicolo è stato ritrovato un affresco su fondo verde raffigurante il ratto di Europa.
La casa di Apollo Citaristica venne ultimata a seguito del terremoto del 62 dallo smembramento della casa del Bicentenario e della casa del Bel Cortile: al suo interno si ritrovano pitture in quarto stile e resti di pavimento in opus sectile incorniciati in mosaico; nel tablino sono affrescati Apollo citaredo e Selene ed Endimione, mentre nella bottega a ridosso della casa sono stati ritrovati dolii seminterrati contenenti cereali e legumi.
La casa della Colonna Laterizia ha una superficie di circa centodieci metri quadrati, divisa in sette camere, ma senza alcuna decorazione.
La casa con Giardino è un'abitazione alquanto piccola e priva di elementi decorativi, tuttavia presenta un oecus con resti di decorazioni in secondo stile, per lo più paesaggi nilotici, e un grosso giardino, aggiunto forse a seguito del terremoto del 62; adiacente alla casa una piccola bottega artigiana, all'interno della quale si conserva un larario.

### Insula VI

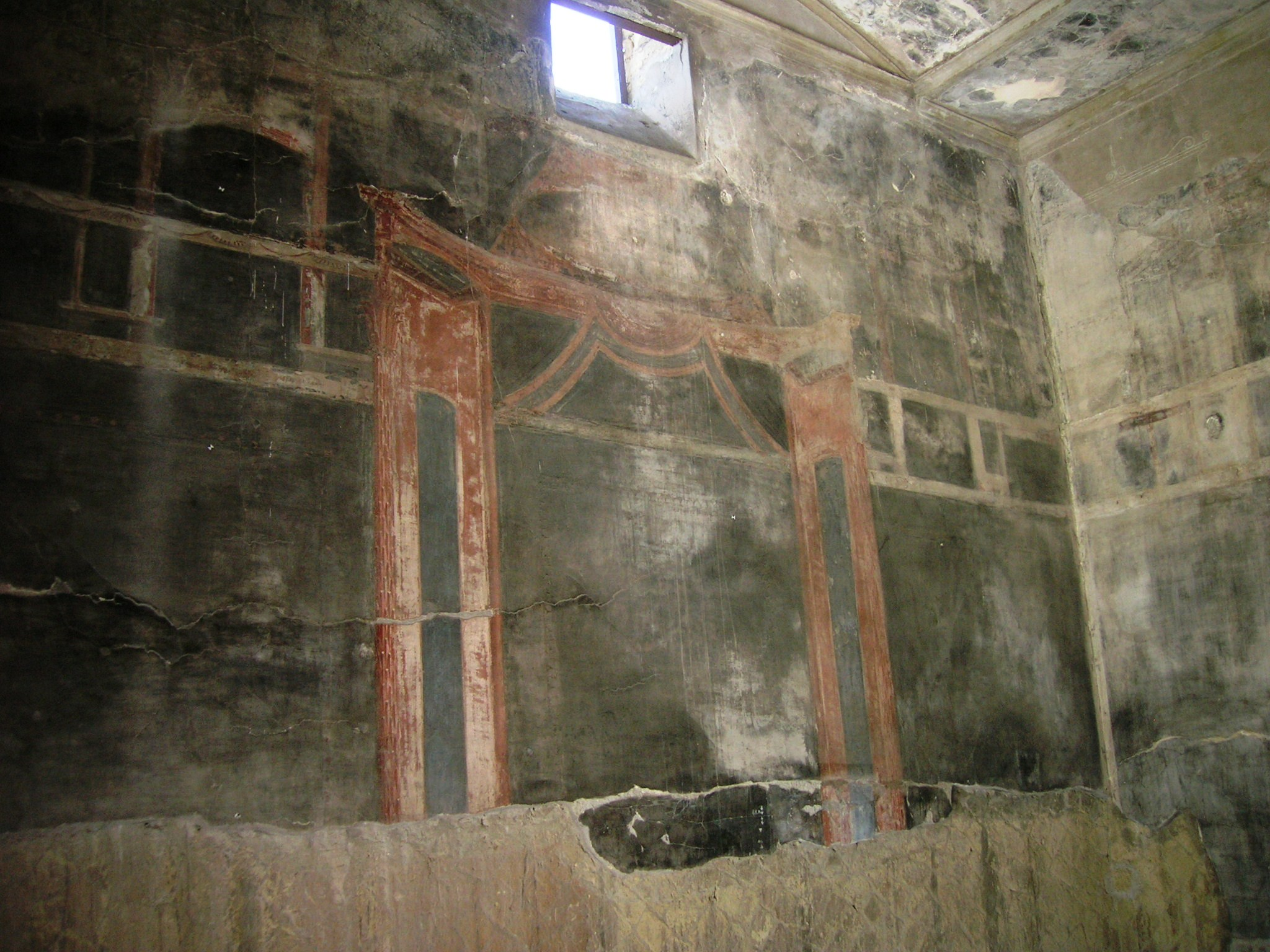
Affresco in quarto stile della Casa del Salone Nero

La casa dei Due Atri è così chiamata poiché internamente presenta due atri, uno tetrastilo, l'altro con impluvium e due bocche per la cisterna: dotata anche di un piano superiore, quasi del tutto crollato, alcuni ambienti conservano intatte le decorazioni parietali, per lo più in quarto stile, con nature morte; la cucina presenta ancora il bancone con il forno, mentre la facciata esterna, realizzata in opus reticulatum, è decorata con maschere in terracotta.
La casa del Colonnato Tuscanico risale al II secolo a.C., poi profondamente rinnovata e ampliata in età augustea: del primo periodo conserva il pavimento in cocciopesto dell'atrio mentre al secondo periodo risale il colonnato tuscanico del peristilio, alcune pavimentazioni in marmo e tutti gli affreschi in terzo stile, che risultano essere tra i meglio conservati di Ercolano; nell'oecus sono presenti quadretti di Menade e Panisco e una conversazione tra due donne, dal piano superiore provengono diverse monete d'oro e un sigillo, mentre in una bottega attigua alla casa, affrescata in rosso e azzurro, sono conservate numerose iscrizioni in marmo, raccolte dai diversi edifici pubblici della città.
La casa del Salone Nero apparteneva al liberto Lucius Venidius Ennychus, come testimoniato dal ritrovamento di venti tavolette cerate: la casa conserva ancora gli stipiti, l'architrave e una parte del portone in legno carbonizzati e caratteristico è un ambiente sul fondo del peristilio, decorato in quarto stile, in colore nero, pavimentato a mosaico bianco; si conserva inoltre un sacello in legno, diversi capitelli in marmo in ordine corinzio e, adiacente alla casa, la bottega di un bronzista, all'interno della quale sono stati ritrovati oggetti da aggiustare come una statua di Dioniso e un lampadario.

### Altre case

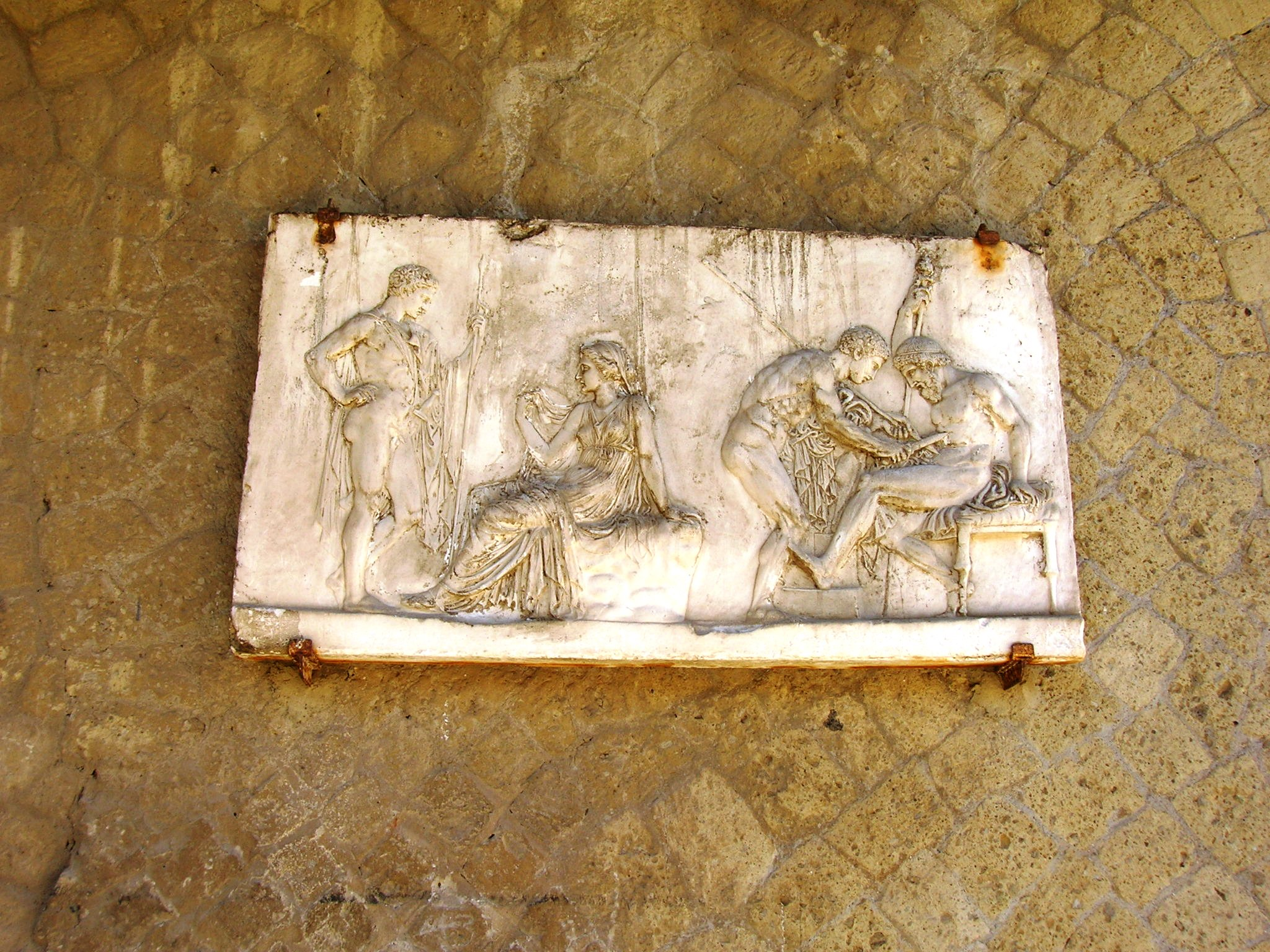
Bassorilievo della Casa di Telefo

La casa del Rilievo di Telefo (insula orientalis I) appartiene allo stesso proprietario della casa della Gemma, ossia Marco Nonio Balbo: costruita in età augustea, fu completamente restaurata a seguito del terremoto del 62; le colonne dell'atrio sorreggono gli ambienti del piano superiore, la diaeta e l'oecus sono interamente rivestite in marmo e con vista sul mare, ma la particolarità dell'abitazione era il gran numero di statue, tutte di scuola neoattica, ritrovate al suo interno, tra cui otto oscilla in marmo e un altorilievo del mito di Telefo, di cui è possibile osservarne il calco.
Addossata alle terme Suburbane è la casa della Gemma (insula orientalis I) la quale dispone di un quartiere residenziale e un quartiere servile, ricavato a un piano inferiore rispetto al resto della casa, nei pressi del tetto delle terme: tale quartiere fu costruito in età tardo repubblicana, sfruttando parte delle mura cittadine, con ambienti con soffitti a volta e pavimento a mosaico, ma a causa dei vapori emanati dalle vicine terme fu riservato alla servitù; dalla casa provengono una culla in legno con i resti di un bambino, due lastre in marmo con dipinto di Eracle che combatte l'Idra, una sfinge egizia, una cassa ripiena di vasellame in vetro, un sigillo in bronzo e due corniole.
La casa di Galba (insula VII), parzialmente scavata, prende il nome da un busto d'argento, rinvenuto nei pressi dell'ingresso, raffigurante Servio Sulpicio Galba, conservato al Museo archeologico nazionale di Napoli: risalente al periodo sannitico, della casa è osservabile il peristilio con colonne doriche in tufo, la cucina, le latrine e una scala che conduceva al piano superiore.
La casa del Rilievo di Dioniso (insula di Nordovest), deve il suo nome a un rilievo inserito in un affresco del salone, com'era di moda nel I secolo, raffigurante una Menade danzante insieme a un uomo barbuto, probabilmente Dioniso; dallo stesso ambiente proviene un altro rilievo che ritrae tre donne e un uomo e una statua di Dioniso, con in mano un kantharos, posta su un piedistallo. La casa risale all'età tardorepubblicana, successivamente ampliata e al momento dell'eruzione era in fase di ristrutturazione: è stata scoperta nel 1990 ed è solo parzialmente esplorata: dagli ambienti riportati alla luce sono emerse decorazioni parietali in quarto stile a fondo rosso e pavimento a mosaico bianco e nero.
La casa di M. Pilius Primigenius Granianus (area suburbana) è ubicata nei pressi dell'antico litorale e quindi in posizione panoramica, affacciandosi direttamente sul mare: nei suoi ambienti sono stati rinvenuti affreschi in secondo stile e pavimenti a mosaico.

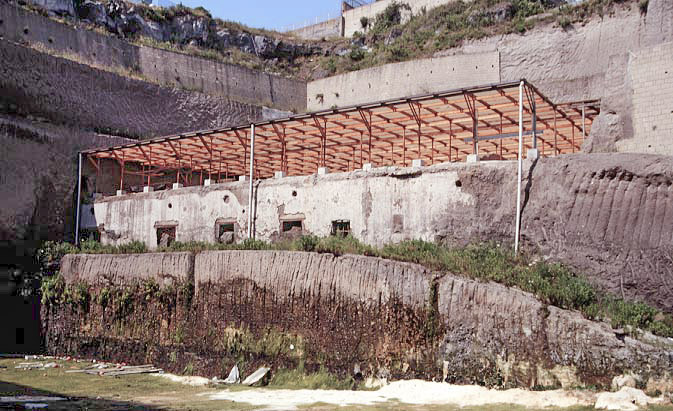
Scavo della villa dei Papiri

### Ville
L'unica villa d'otium rinvenuta a Ercolano è la villa dei Papiri: situata al di fuori della mura della città, venne ritrovata nel 1750 ed esplorata tramite cunicoli fino al 1761 ed è ancora in parte interrata e inesplorata, coperta da oltre venticinque metri di materiale piroclastico formatosi a seguito delle eruzioni del 79 e del 1631; danneggiata dal terremoto del 62, era in fase di restauro al momento dell'eruzione. Con un fronte che superava i 250 metri di lunghezza, la villa apparteneva a L. Calpurnius Piso Pontifex o ad Appius Claudio Pulcher: al suo interno sono state ritrovate 58 statue in bronzo e 21 in marmo e una collezione di oltre 1 800 papiri, chiusi in casse, appartenenti alla biblioteca della casa, anch'essa all'epoca in restauro: i papiri trattano di testi filosofici scritti sia in latino sia in greco. Della villa si conosce un quartiere rustico incentrato su un giardino con giare che immettevano acqua in un canale dalla funzione puramente scenica, l'atrio, vicino al quale venne ritrovata una meridiana in bronzo, mentre nuovi ambienti, coi resti di decorazioni parietali e mosaici pavimentali sono stati riportati alla luce a partire dagli anni 2000.

## Edifici pubblici

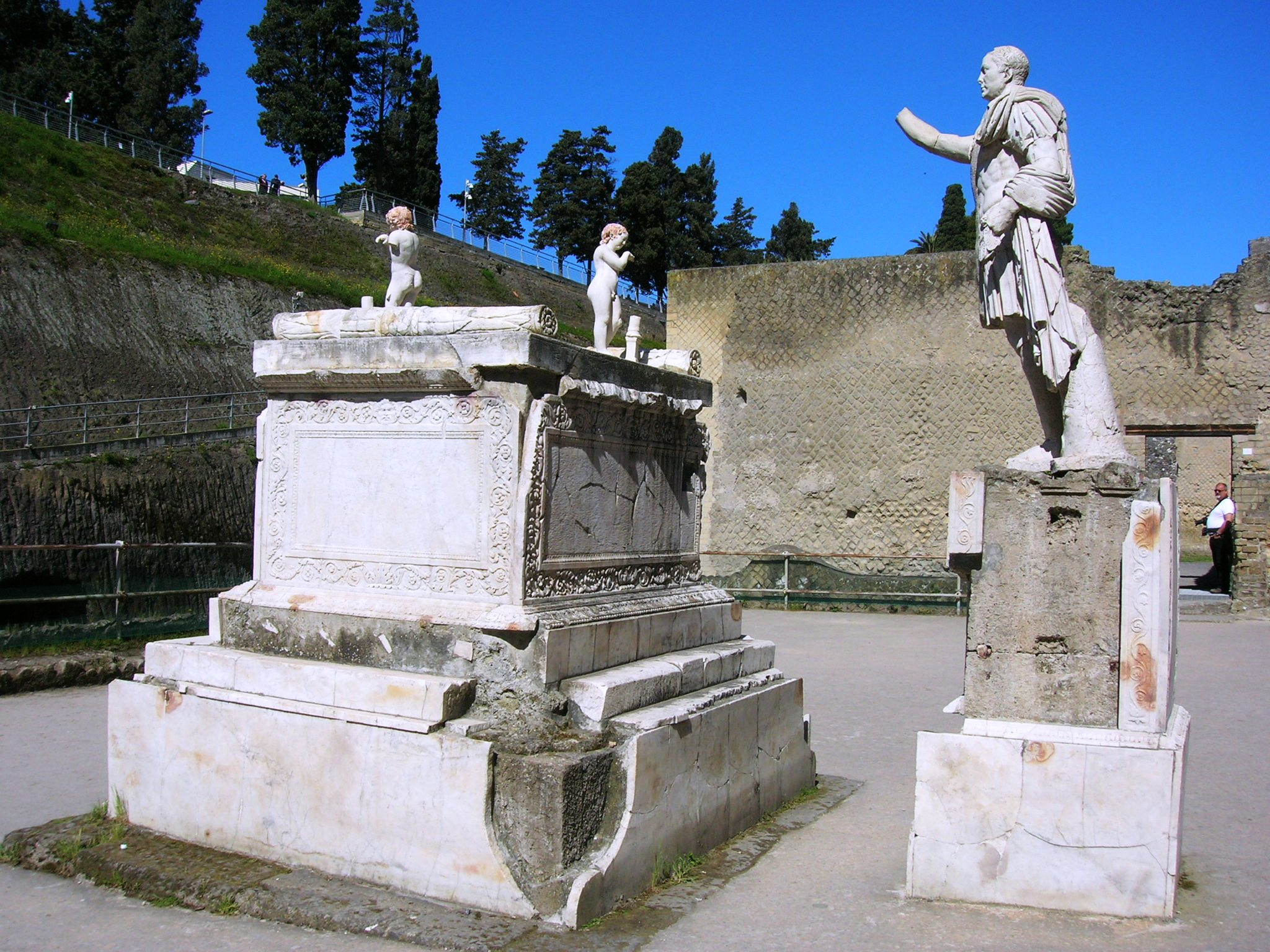
La Terrazza di Marco Nonio Balbo

La zona del foro, quasi del tutto ancora interrata, non segue il tradizionale schema delle piazze rettangolari romane: si tratta di un'area, interdetta all'accesso dei carri, divisa in due da un arco rivestito in marmo e affreschi e ornato con statue: nella sua parte orientale si svolgevano le attività civiche, mentre in quella occidentale le attività economiche.
La basilica Noniana, costruita durante il periodo augusteo e restaurata dopo il terremoto del 62 per volere di Marco Nonio Balbo, è ancora quasi completamente interrata, e l'unica porzione riportata alla luce è un tratto del muro perimetrale lungo il cardo III: ha una pianta rettangolare, con un'esedra sul fondo e un doppio ordine di semicolonne lungo il perimetro; al suo interno sono stati rinvenute numerose statue, alcune di tipo equestri, raffiguranti la famiglia di Balbo, una testa in marmo con resti di colorazione ai capelli e agli occhi e diversi affreschi in quarto stile, come quelli delle fatiche di Ercole.
Costruita, secondo un'epigrafe, da Marco Nonio Balbo, la basilica fu esplorata fra il 1739 e il 1761 tramite cunicoli ed è ancora interrata: molto simile all'edificio di Eumachia di Pompei, presenta due portici laterali e un'abside sul fondo, affrescata con raffigurazioni di Ercole che trova il figlio Telefo, Teseo e il Minotauro, Chirone che istruisce Achille e Pan e Olimpo, staccate ed esposte al Museo archeologico nazionale di Napoli, così come due statue equestri in marmo, ritraenti Balbo, e una in bronzo; sia i portici sia il chalcidicum avevano una pavimentazione in opus sectile: quest'ultimo ambiente è visibile e l'arco di ingresso presenta degli stucchi in quarto stile, tra cui un satiro sdraiato, mentre all'interno si notano tre basi rivestite in marmo, le quali ospitavano altrettante statue.
Nei pressi delle terme Suburbane si apre un'ampia piazza dedicata a Marco Nonio Balbo e al suo monumento funerario: si tratta di una delle personalità più famose di Ercolano, tanto che gli vennero dedicate oltre dieci statue, nonché uno dei maggiori benefattori della città, in quanto restaurò e costruì nuovi edifici pubblici; il suo altare funerario è rivolto verso il mare e su una base in marmo era una statua raffigurante Balbo vestito da una corazza: distrutta in parte dall'eruzione, la testa venne ritrovata durante gli scavi effettuati da Amedeo Maiuri, il resto del corpo solo nel 1981.

## Edifici ludici

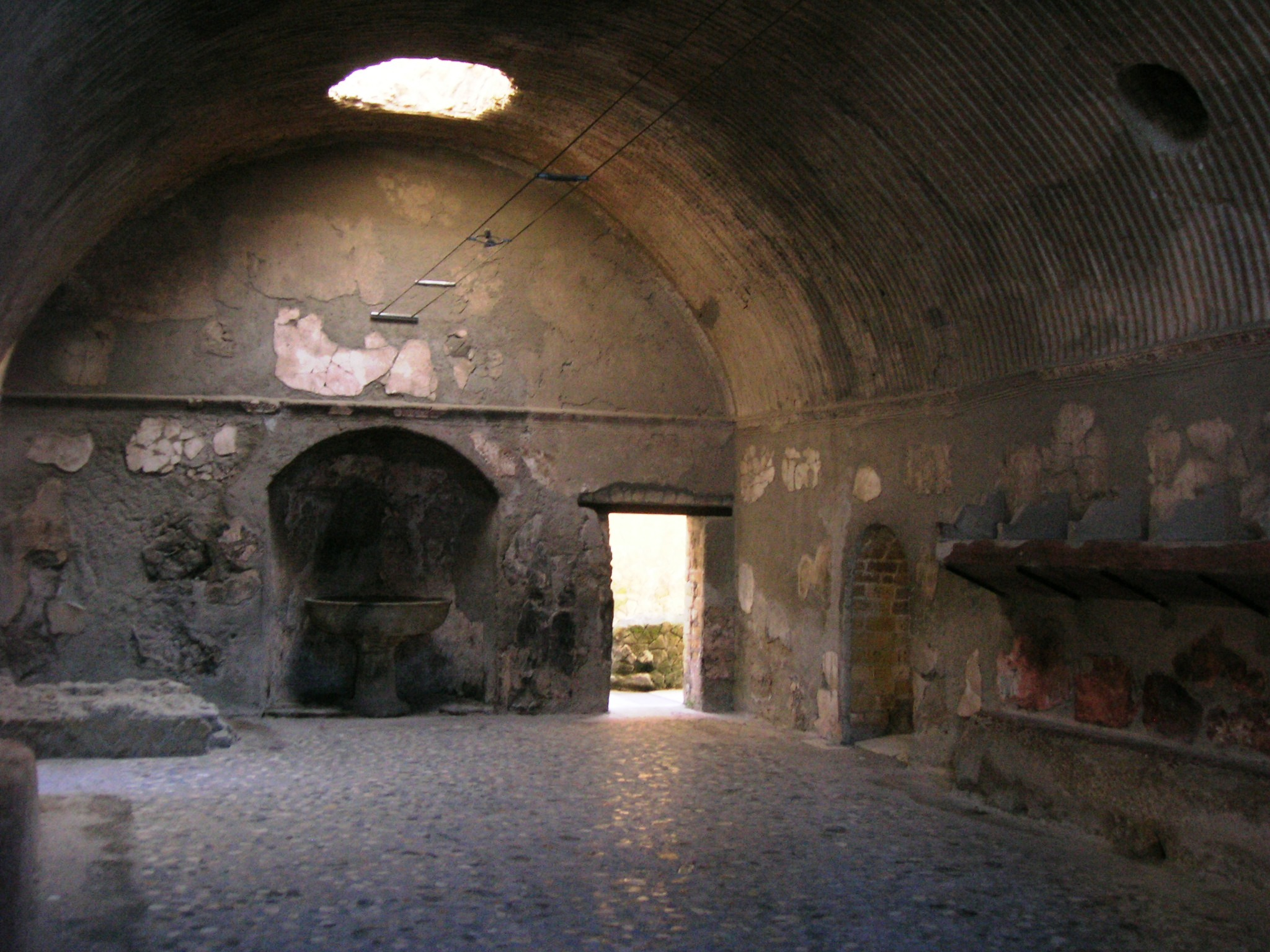
Apodyterium maschile delle Terme del Foro

Le terme Suburbane sono posizionate al di fuori della mura cittadine, nei pressi di porta Marina e dell'area funeraria dedicata a Marco Nonio Balbo e sono tra le migliori strutture termali dell'antichità a essersi conservate: frequentate indistintamente sia da uomini sia da donne, che condividevano gli stessi ambienti, presentano ampie finestre lungo i muri perimetrali e lucernari sul tetto; superato l'ingresso, si trovano due stanze di servizio per il controllo dei bagnanti: al loro interno vennero ritrovati numerosi graffiti, alcuni anche di tipo erotico. Nell'atrio del bagno si conserva un'erma marmorea di Apollo, mentre nella sala d'attesa o sala per massaggi sono rimasti intatti gli stucchi, raffiguranti guerrieri nudi: il calidarium conserva il battente della porta in legno, il tepidarium è quasi interamente occupato dalla piscina e il laconicum è decorato con un mosaico pavimentale, raffigurante un cratere con tralci di edera.
Le terme del Foro furono costruite in epoca giulio-claudia, con muri perimetrali realizzati sia in opus reticulatum sia in opus incertum e divisa internamente nella sezione maschile e in quella femminile, seguendo in larga parte lo stesso schema delle terme del Foro di Pompei: nella zona femminile si conservano diversi mosaici come quello in bianco e nero del corridoio, quello che raffigura Tritone con un timone nell'apodyterium e quello a disegni geometrici, foglie d'edera e tridenti del tepidarium; anche la zona maschile conserva diversi mosaici, come una copia del Tritone del reparto femminile, ma di peggior fattura, e diverse pitture, alcune su fondo rosso, abbellite con raffigurazioni di vasi e candelabri. Entrambi gli ambienti termali, sia maschili sia femminili, erano attrezzati di piscine, collegate direttamente a una complessa rete idrica, dotata di ruota idraulica, da cui attingere acqua.
Le terme di Nord-Ovest sono state ritrovate nel 1990 e soltanto parte dell'intero complesso è stato esplorato: di dimensioni eccessive rispetto alle reali esigenze della città, si suppone potessero ospitare anche persone provenienti dai paesi circostanti. La parte riportata alla luce, in un primo tempo ritenuta essere un tempio per poi essere identificata come il calidarium, si è conservata praticamente intatta, coperta ancora dal tetto, illuminata da numerose finestre con gli stipiti in legno ritrovati carbonizzati e nicchie, dove probabilmente erano poste delle statue: internamente è rivestito con incrostazioni di travertino e malta che tendono a imitare una grotta e nella zona absidale era stato ricavato un ninfeo, con ai lati due piccole porte che conducono a una stanza sul retro, mentre al centro è posta una piscina per bagni di acqua calda. Del complesso termale è stato inoltre esplorato parte di un colonnato, nei pressi del quale è stata rinvenuta una barca e lo scheletro carbonizzato di un cavallo, e una scalinata in marmo che portava al mare, ornata con fontane, piscine e giardini.

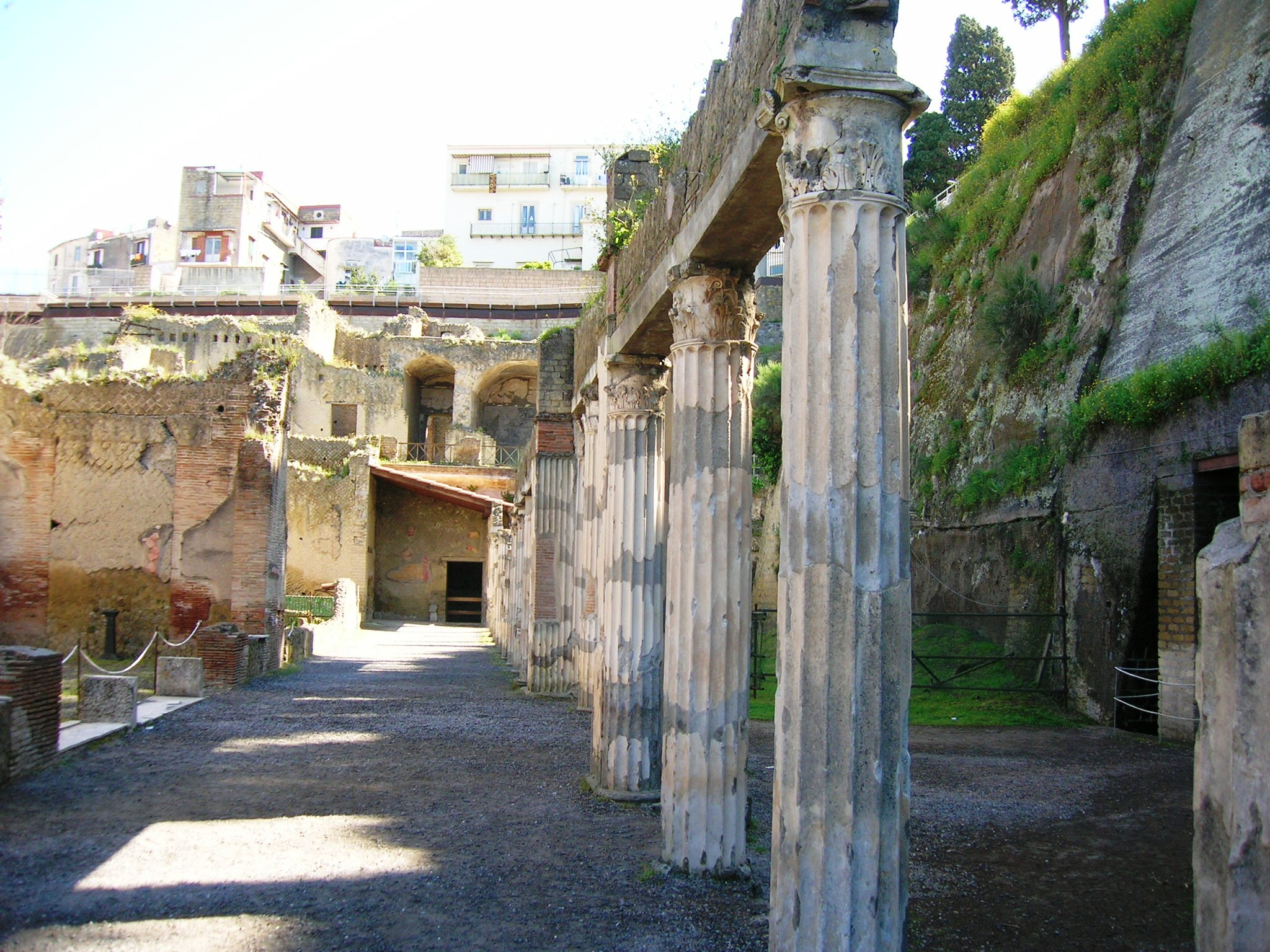
Colonnato della Palestra

La palestra, scavata per due terzi, presenta lungo il lato che percorre il cardo V una serie di botteghe sovrastate da piccole abitazioni date in affitto: l'ingresso era ornato con due colonne, in parte crollate, e una volta affrescata a cielo stellato, di cui sono rimasti pochi frammenti; internamente presenta un triportico in ordine corinzio e al centro una vasta area alberata con una piscina, decorata con una fontana in bronzo a forma di Idra e accanto, una vasca rettangolare, utilizzata come vivaio, caratterizzato da alcune anfore incassate nella parete, per la deposizione delle uova, ma già inutilizzato al momento dell'eruzione. Nella sala centrale della palestra dovevano essere presenti statue, mai rinvenute, raffiguranti i membri della famiglia giulio-claudia, mentre è stato ritrovato un tavolo in marmo; le sale laterali presentano affreschi in terzo stile. All'interno della palestra inoltre furono rintracciate numerose statue di divinità egizie, probabilmente trascinate dalla furia eruttiva dal vicino tempio di Iside, non ancora scavato ed esplorato.
Il teatro di Ercolano è stato il primo edificio della città a essere rinvenuto, nonché il primo di tutti gli scavi archeologici vesuviani: situato in una zona decentrata rispetto al parco archeologico, è ancora interrato e visitabile solamente attraversando una serie di cunicoli. Dal tipico impianto romano, con una capienza di oltre 2 500 persone, la parte della cavea era ornata da numerose statue in bronzo, alcune delle quali di tipo equestre e diverse andate perdute in quanto fuse in epoca borbonica per ricavarne monete; sono inoltre stati rinvenuti due seggi in bronzo dorato, nella zona dell'orchestra, e diverse iscrizioni in marmo. Alle spalle del teatro era una zona porticata, tipica dell'arte ellenistica, utilizzata per lo svago degli spettatori durante gli intervalli dello spettacolo.

## Edifici religiosi

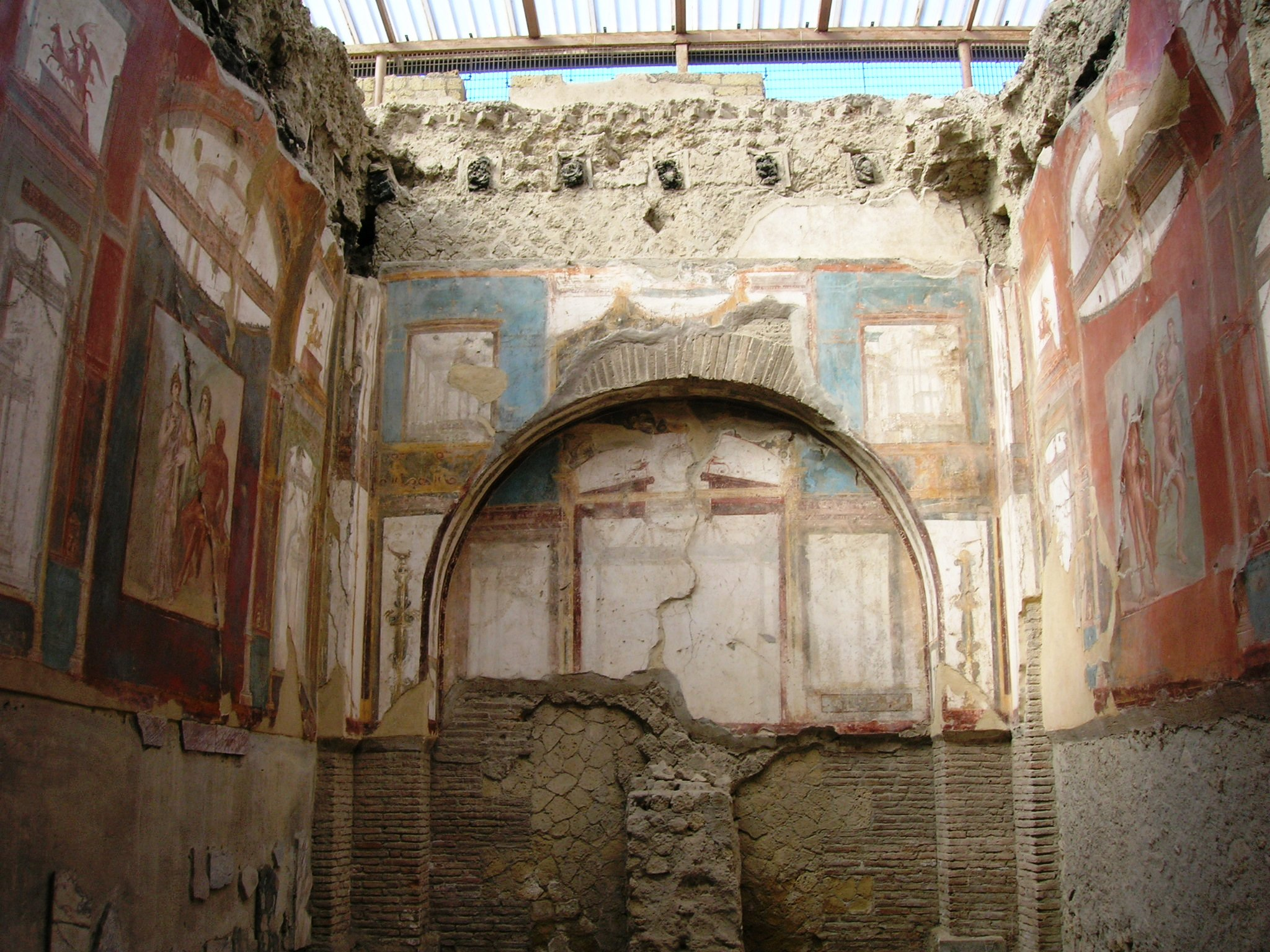
Il Collegio degli Augustali

Nella parte meridionale della città, nei pressi della linea di costa, al di sopra di una terrazza sorretta da strutture a volta, sorgeva un'area sacra, che ospitava due templi, dedicati rispettivamente a Venere e alle quattro divinità: dalla zona provengono due affreschi a soggetto mitologico e due statue senza testa di donne con tunica e un'ara in marmo dedicata a Venere, oltre che diverse terrecotte. Il sacello di Venere, costruito nella parte meridionale dell'area sacra, fu completamente restaurato a seguito del terremoto del 62 per volere di Sibidia Saturnina e del figlio Furio Saturnino: la zona adiacente al tempio presenta un'ara in marmo, mentre le colonne del pronao sono in tufo, stuccate e scanalate; la cella ha un soffitto a volta e le pareti conservano resti di affreschi di un giardino, tra cui si riconosce un timone, simbolo di Venere che guida i marinai. Come il sacello di Venere, anche quello dei quattro dei fu restaurato dopo il terremoto del 62: al suo interno sono stati ritrovati quattro rilievi arcaistici, raffiguranti Minerva, Mercurio, Nettuno e Vulcano, protettori del commercio e della produzione; il pronao presenta colonne in ordine corinzio e pavimento in marmo cipollino, mentre quello della cella è in opus sectile: è stato possibile inoltre recuperare il tetto in legno, sbalzato sulla spiaggia sottostante dalla furia eruttiva.
Il collegio degli Augustali venne costruito tra il 27 e il 14 a.C., quando Augusto, cui era dedicato, era ancora in vita, e il giorno della sua inaugurazione i fratelli Lucius Proculus e Lucius Iulianus offrirono un pranzo ai membri del Senato e agli Augustali: l'edificio è a pianta quadrata, con pareti ad archi ciechi, quattro colonne centrali e pavimento in cocciopesto, mentre il piano superiore era in opus spicatum; per la maggior parte gli affreschi rinvenuti sono in quarto stile: spicca la raffigurazione di Ercole nell'Olimpo con Giove, Giunone e Minerva ed Ercole con Acheloo; ospitava inoltre numerose statue scoperte in epoca borbonica, come quella di Augusto e Claudio nei panni di Giove con un fulmine tra le mani, o quelle raffiguranti la famiglia di Marco Nonio Balbo; fu inoltre rinvenuto al suo interno lo scheletro del custode disteso sul letto. Simile al collegio degli Augustali, un piccolo sacello, a esso vicino, il quale si apre sul decumano massimo: è di forma rettangolare e presenta un podio nel muro di fondo.

## Attività commerciali

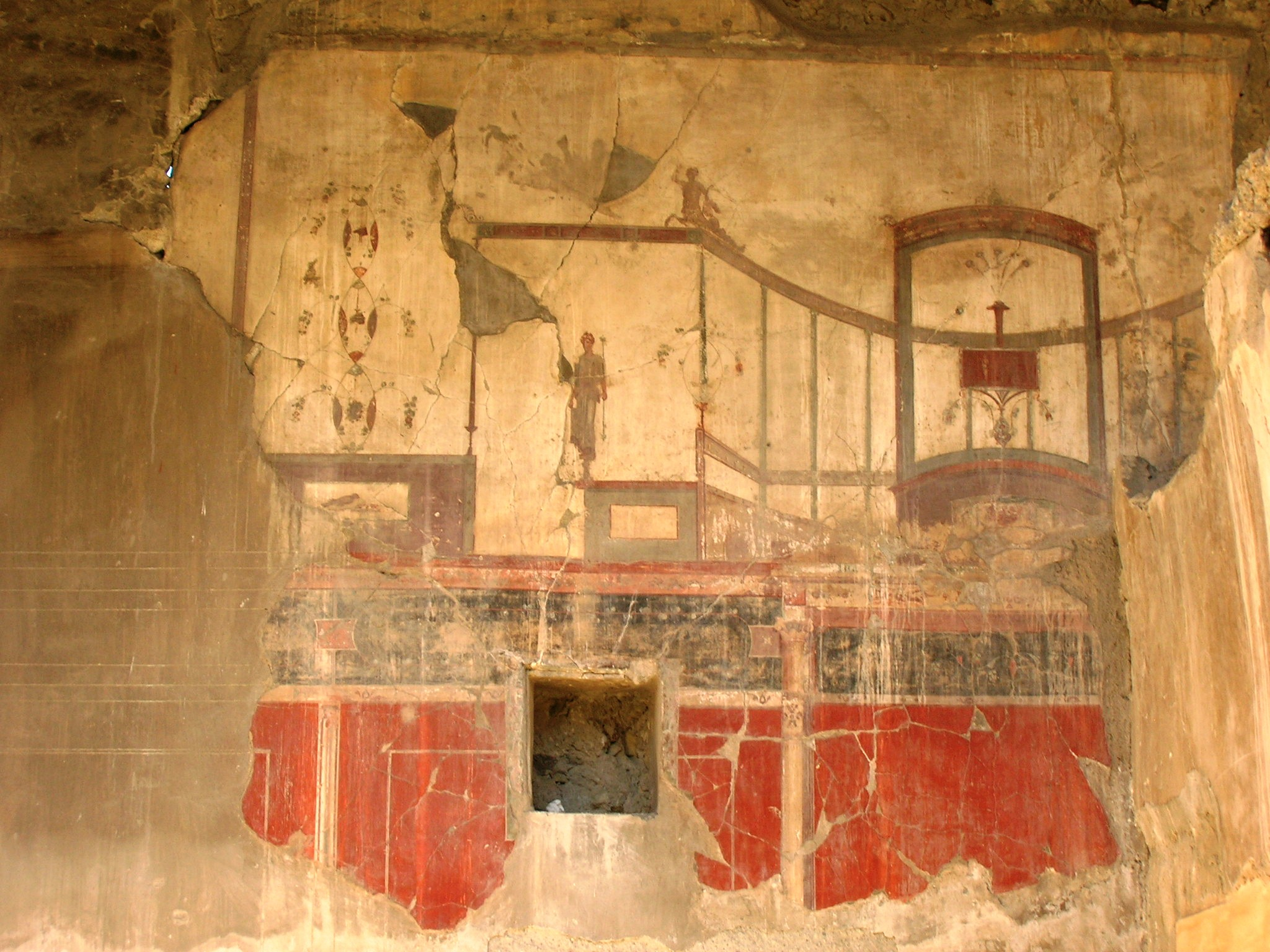
Decorazioni parietali della taberna di Priapo

Sono diverse le attività commerciali ritrovate: tra queste un thermopolium con giare all'interno delle quali era contenuto del vino prodotto a Ercolano, la taberna di Priapo così chiamata per l'affresco di Priapo sul bancone, all'interno della quale fu rinvenuto un dolium con delle noci e una taberna vasaria, senza alcun bancone di vendita, che conservava numerose anfore, tra cui alcune in nero con caratteri greci e terrecotte.
La bottega del plumbarius, collegata direttamente all'atrio della casa del Salone Nero e presumibilmente data in affitto, reca un lungo bancone di blocchi di calcare bianco sulla facciata: in origine era forse un'officina metallurgica, come testimonia il ritrovamento di un crogiolo di fusione, dei vasi di terracotta utilizzati per il raffreddamento dei pezzi, strumenti di ferro, lingotti plumbei e pezzi di tubazioni; furono inoltre ritrovate una statuetta di Bacco, con decorazioni in oro, rame ed argento e un candelabro bronzeo con la basetta di marmo.
Anche la bottega ad cucumas era collegata alla casa del Salone Nero: sul pilastro d'ingresso è conservata un'insegna dipinta che raffigura quattro brocche, cucumae, di vario colore, con l'indicazione del prezzo per tipo di bevanda e la scritta "Ad cucumas"; al di sopra di essa si trova la raffigurazione di una divinità romana, Semo Sancus, mentre nella parte bassa una scritta in rosso, che riporta il nome della città di Nola, dove si sarebbe svolto uno spettacolo gladiatorio e fu realizzata forse da uno scriba itinerante, scriptor Aprilis a Capua. Accanto alla locanda era una bottega organizzata su tre livelli, di cui rimane visibile una trave laterale della scala e una corda, entrambe carbonizzate.
Nella bottega del gemmarius venne ritrovata, oltre a pietre preziose sia lavorate che ancora da lavorare, una cassetta in legno nella quale erano contenuti degli strumenti per intagliarle; la bottega aveva anche funzione di casa, come dimostra il focolare, il pozzo e il letto che accoglieva i resti di un ragazzo.
La bottega del lanarius, ricavata dalla casa del Tramezzo di Legno e dotata di un piano superiore, era occupata da un mercante di panni ed era composta da una stanza a pianta quadrata, con un pavimento in battuto: al suo interno venne rinvenuta, carbonizzata a seguito dell'eruzione, una pressa a vite di legno, utilizzata per la lavorazione della lana; secondo altre ipotesi, è possibile che il torchio fosse usato per distillare profumi da essenze vegetali. All'interno della bottega si osserva una delle poche teche superstiti, allestite per volere di Amedeo Maiuri, contenenti i reperti ritrovati in loco.

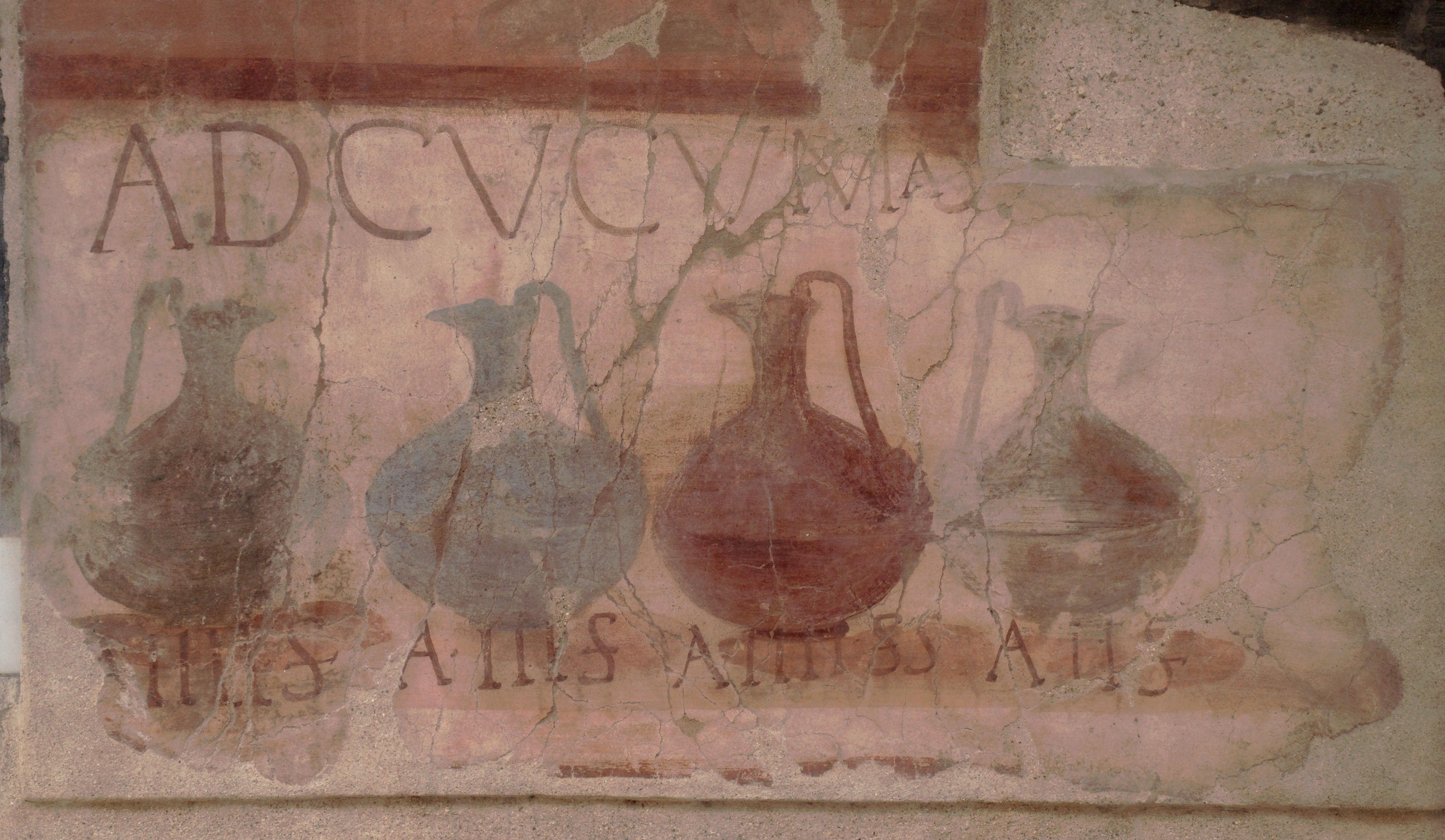
Bottega ad Cucumas

La grande taberna, nei pressi della palestra, è caratterizzata da un bancone a forma di L, rivestito di marmi policromi, al cui interno sono inserite otto giare per le derrate alimentari: sui ripiani marmorei alle sue estremità si appoggiavano le stoviglie e il vasellame per servire le vivande. La bottega è composta da diversi ambienti retrostanti, in uno dei quali si trova il dipinto di una nave e alcuni graffiti, tra cui uno in greco che così recita:
Due sono i pistrina ritrovati a Ercolano, più piccoli e di numero inferiore rispetto a quelli di Pompei, forse perché il pane veniva prodotto direttamente in casa, come testimoniato delle numerose macine ritrovate nelle abitazioni: quello di Sex Patulcius Felix, il cui nome deriva dal ritrovamento di un sigillo in bronzo, conserva due macine in pietra, un forno con annesso laboratorio, entrambi protetti da due falli apotropaici in stucco, come auspicio per la buona cottura dei pani, mentre al primo piano sono state trovate 25 teglie circolari in bronzo, placentae, di varie dimensioni, forse usate per infornare le focacce.

## Spiaggia
Le indagini archeologiche che riguardano l'area sottostante le terme suburbane iniziarono nel 1980 per permettere la creazione di un nuovo ingresso al parco archeologico: tuttavia, col progredire degli scavi, in particolar modo nel periodo compreso tra il 1982 e il 1983 si arrivò alla conclusione che si era arrivati all'antica linea di costa e quindi alla spiaggia di Ercolano; furono infatti rinvenuti sia resti di conchiglie che quelli di una barca, successivamente musealizzata. I fornici che si affacciavano sulla spiaggia inoltre restituirono i corpi di circa trecento vittime, i quali avevano cercato riparo durante l'eruzione prima di poter scappare via mare, venendo però raggiunti dalle colate piroclastiche: con essi sono stati ritrovati oggetti di vita quotidiana e i loro averi come monete e gioelli. La zona, soggetta ad allagamenti e trasformatasi in un acquitrino, è stata bonificata e riaperta al pubblico nel 2024.